# 韓國小姐

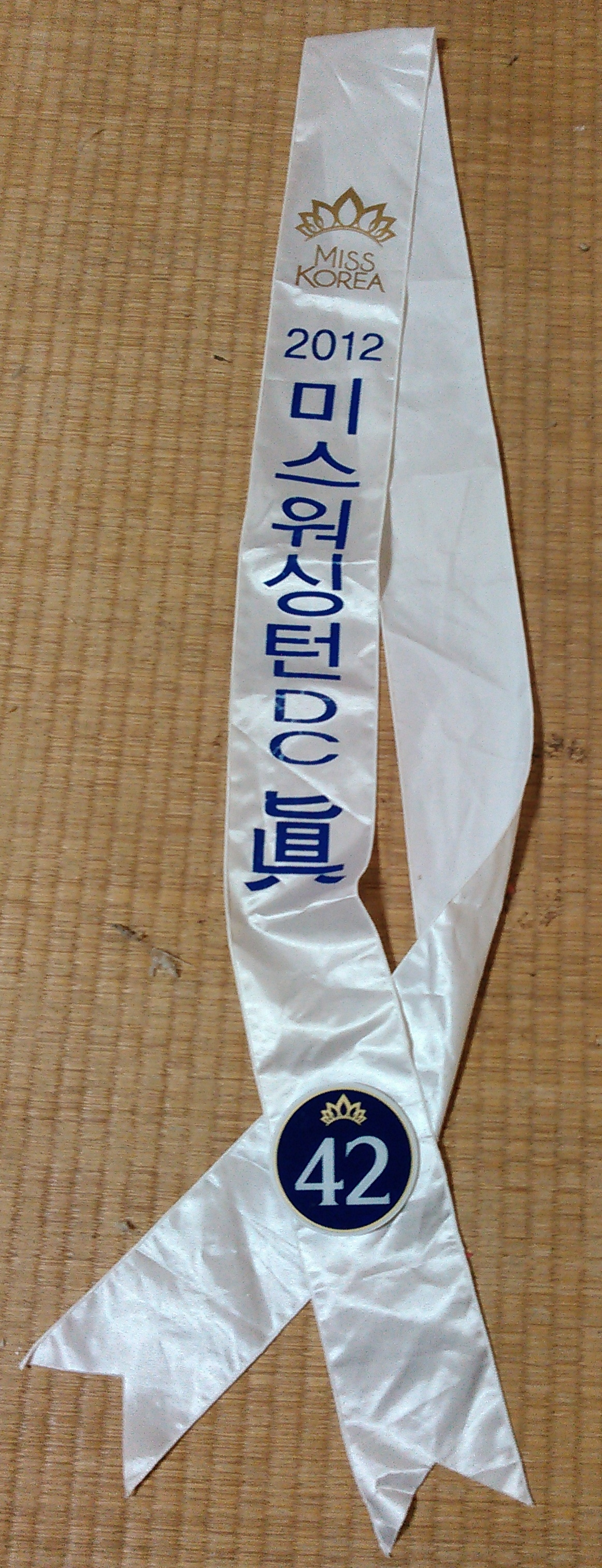
2012韩国小姐华盛顿特区大奖赛窗扇的赢家

韓國小姐（英語：MISS KOREA）是韓國一年一度的大型的選美活動，於1955年開始出現，第一屆韓國小姐大會于1957年5月19日在首爾市立劇場舉行。直至1961年，韓國人開始認可韓國小姐，得到很高關注。韓國小姐分為真、善、美三個部分，各部分會分別選出冠亞季軍一名，當中以「真」小姐為最高榮譽，是真正的「韓國小姐」。
韓國小姐目前在國際四大選美賽事中表現最好的一次是在2022年菲律賓舉辦得地球小姐，由 Mina Sue Choi (崔美娜秀）奪得第1名寶座。

## 2013年韓國小姐
在Facebook及微博廣傳一張2013年韓國小姐候選佳麗相片，多位佳麗的樣貌十分相似，由於韓國整容之風過盛，被網友吐槽似乎都有整容。對於之前媒體報道的「同一個比賽，同一張臉，暗諷韓國選美比賽，美選手們的長相如出一轍。」韓方發言人說，這可能是由於化妝和造型類似造成了媒體的誤解，其實每一個選手都是獨特的，可能在韓國整形存在流水線「作業」的情況，但是這是行業特質，很難避免，所以經過多方考量選擇了中國的整形機構，為她們進行賽前形象設計。

## 历届韩国小姐照片

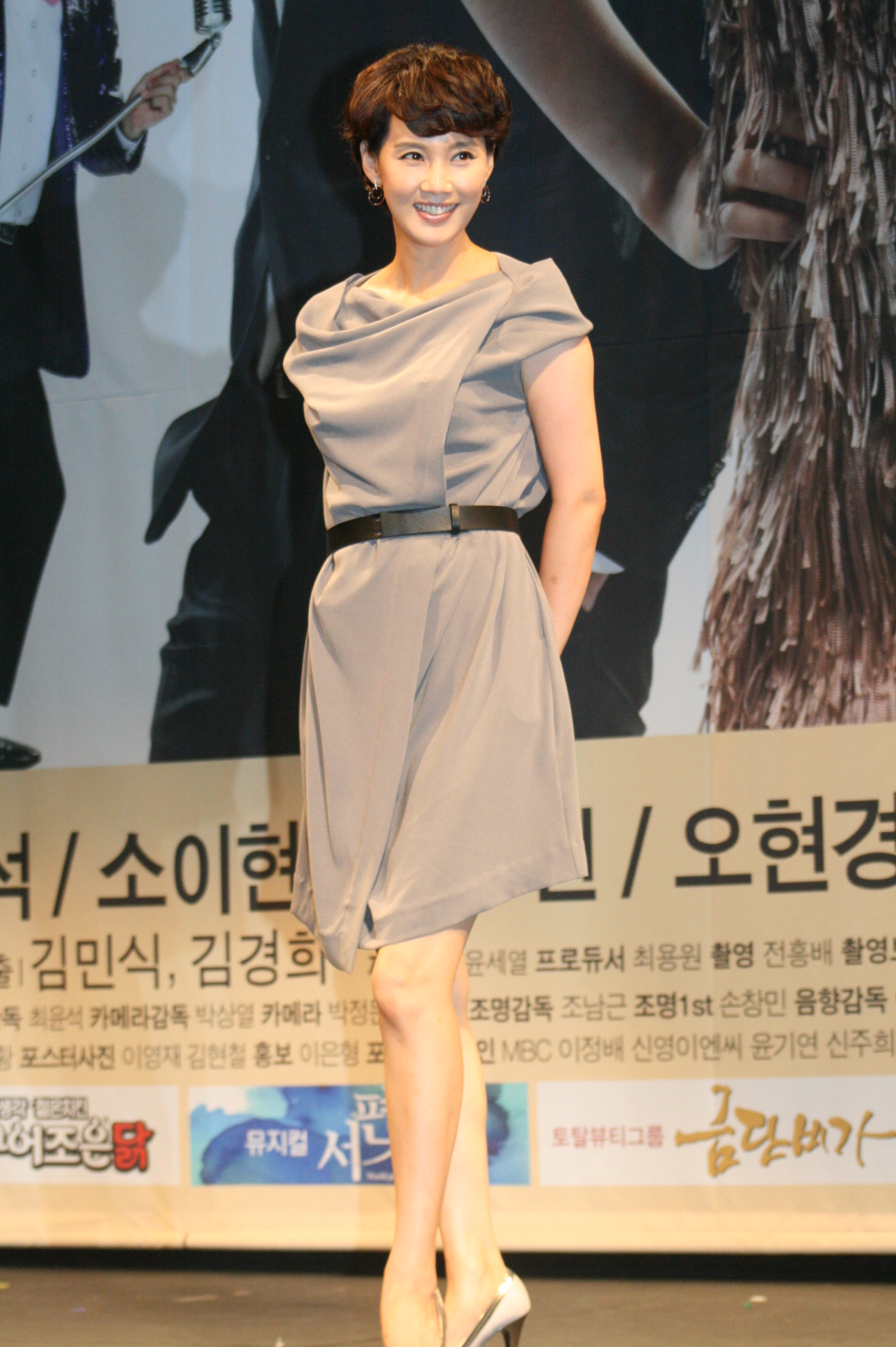
1989年韩国小姐(眞) 吳賢慶, 首尔小姐
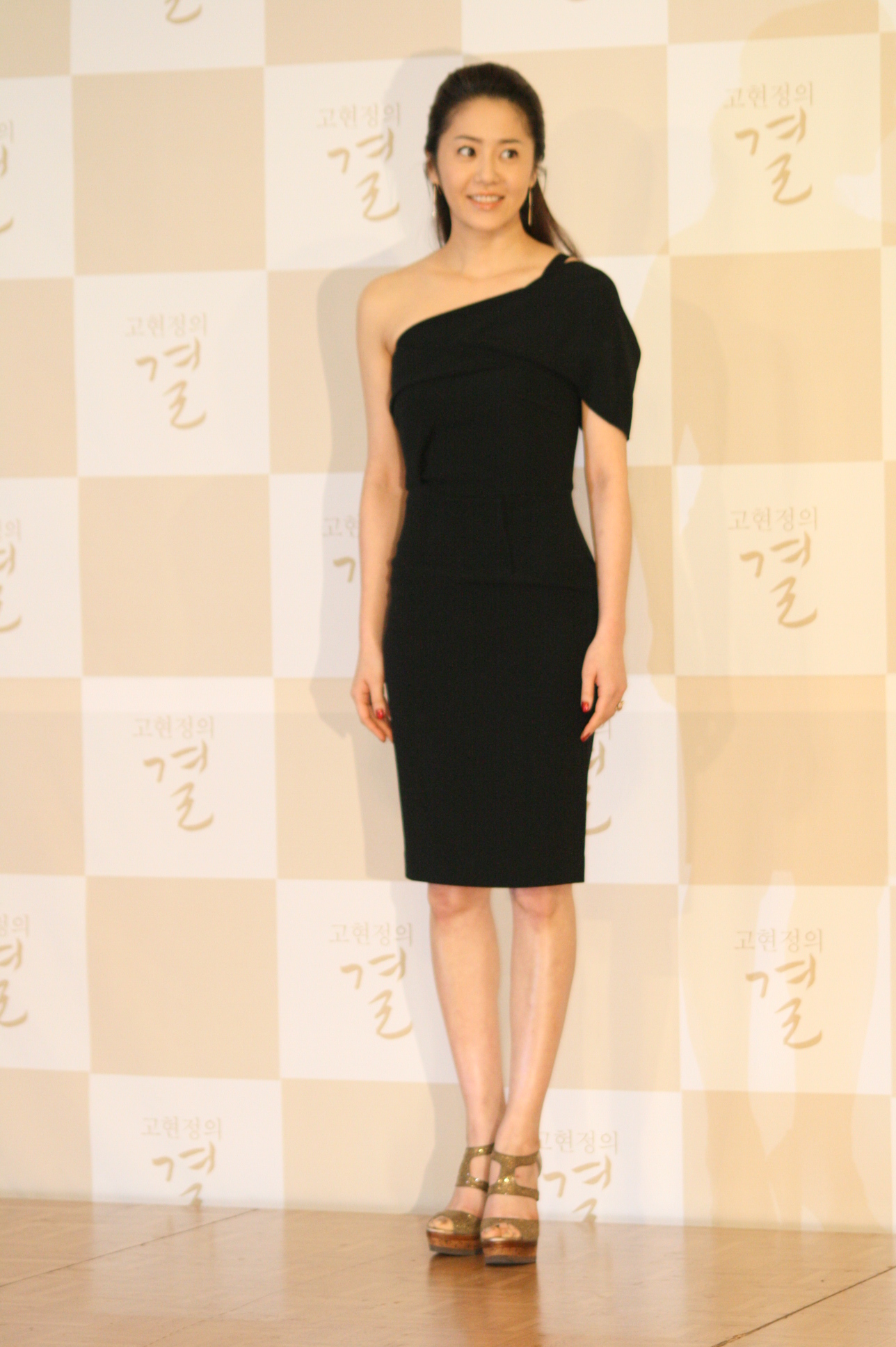
1989年韩国小姐(善) 高賢廷, 首尔小姐
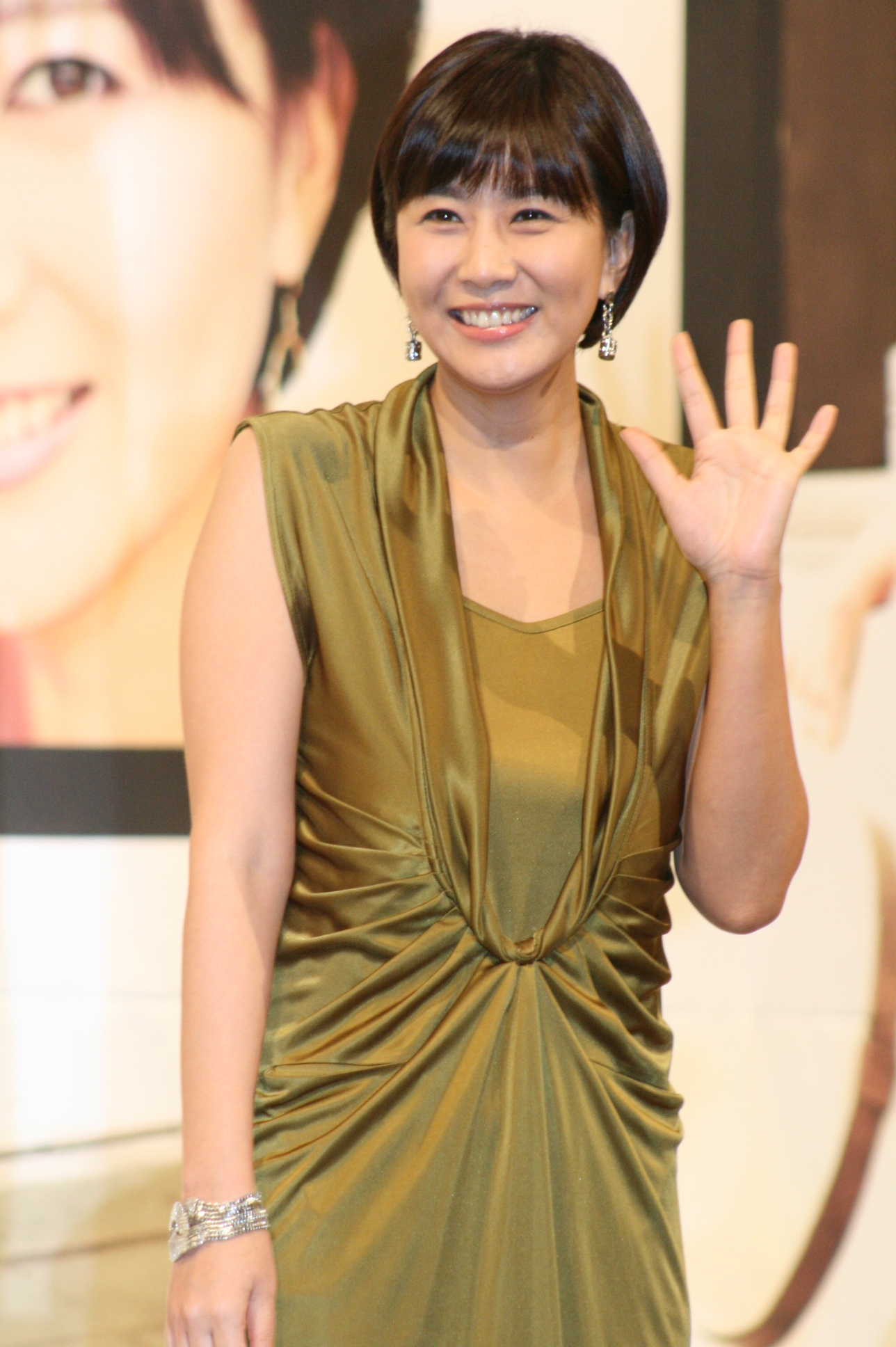
1990年韩国小姐候选人 梁瀞疋, 首尔小姐
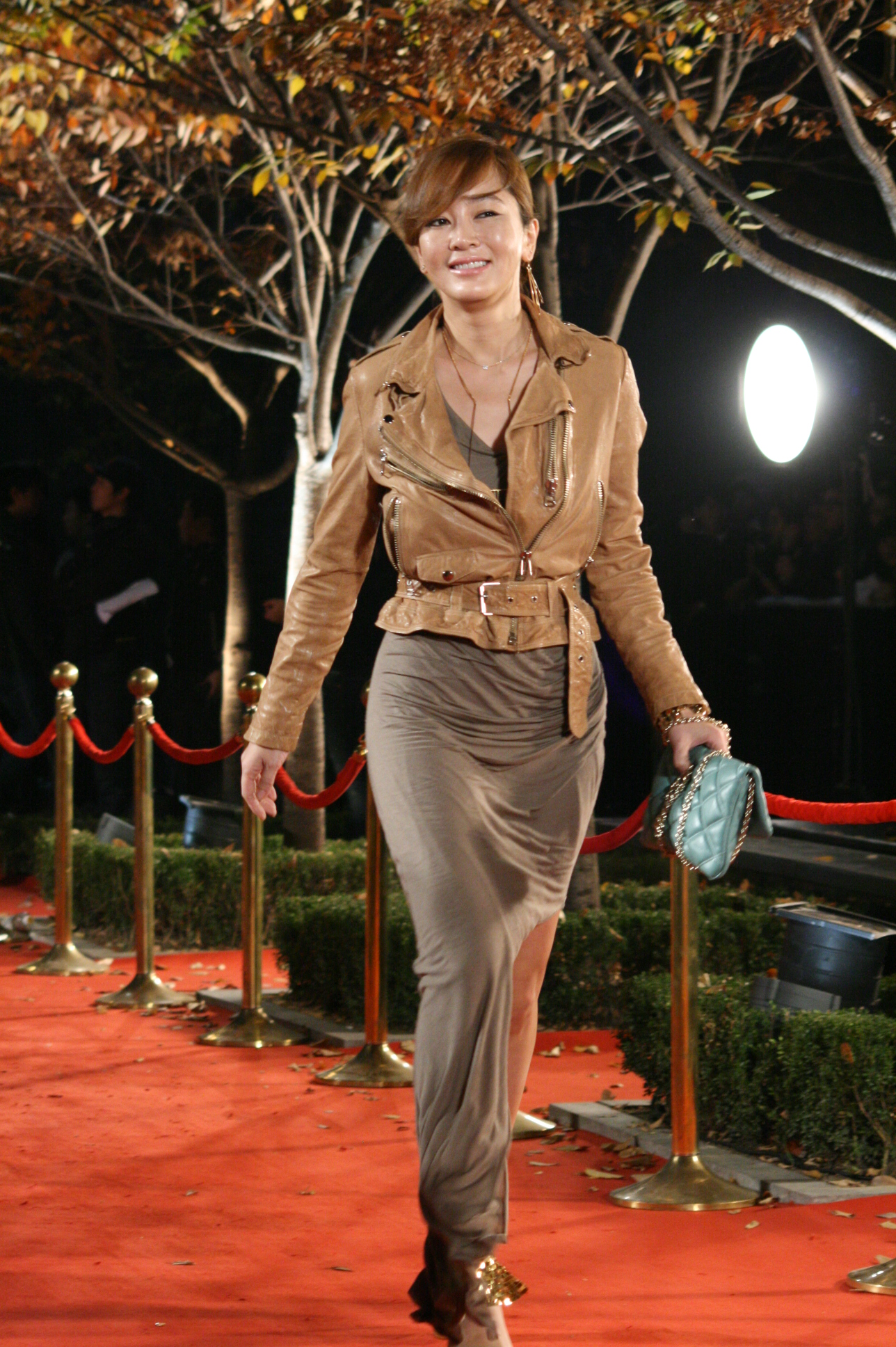
1992年韩国小姐 美 李丞涓, 首尔小姐
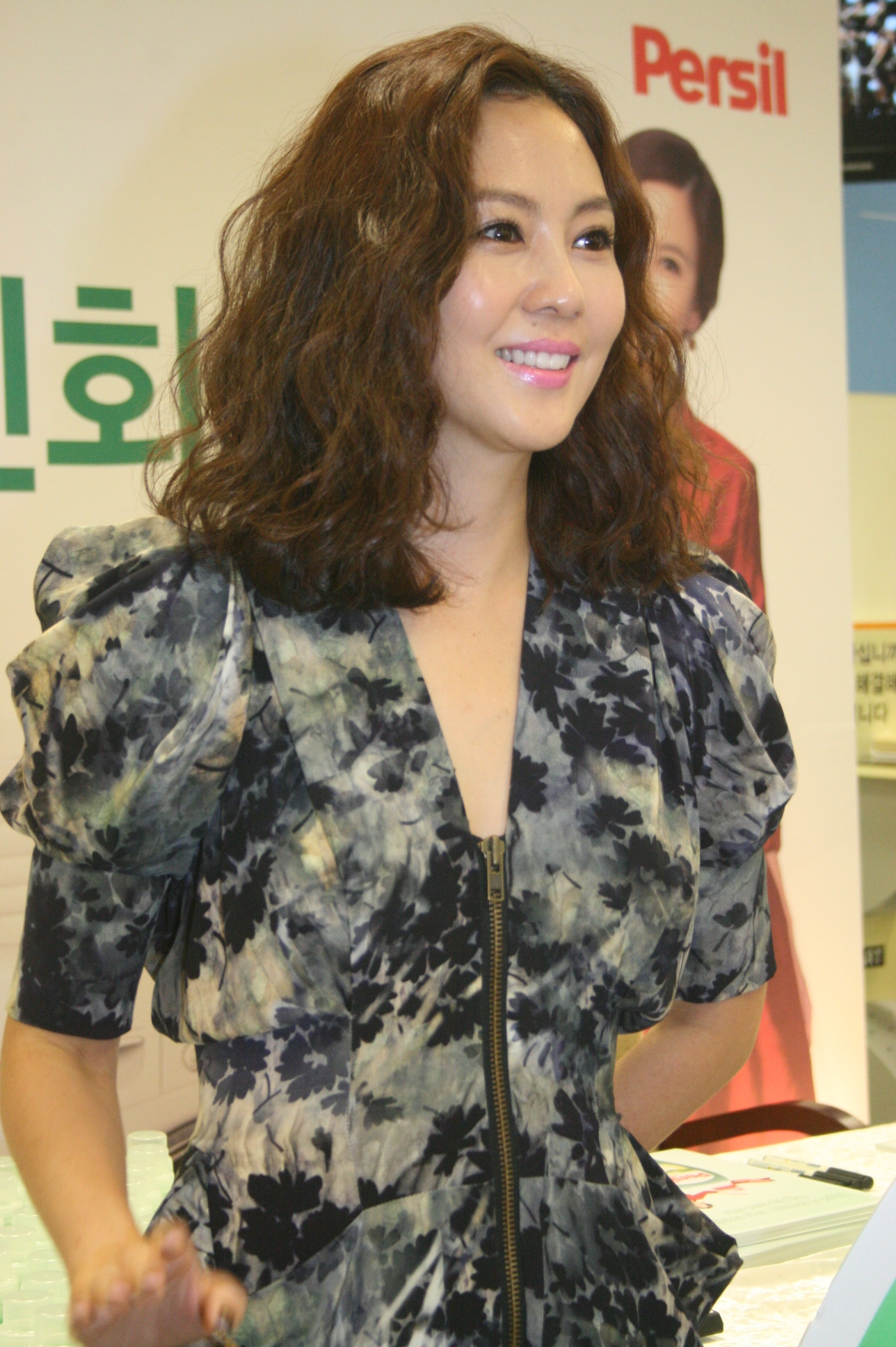
1992年韩国小姐候选人 金南珠, 京畿小姐 真
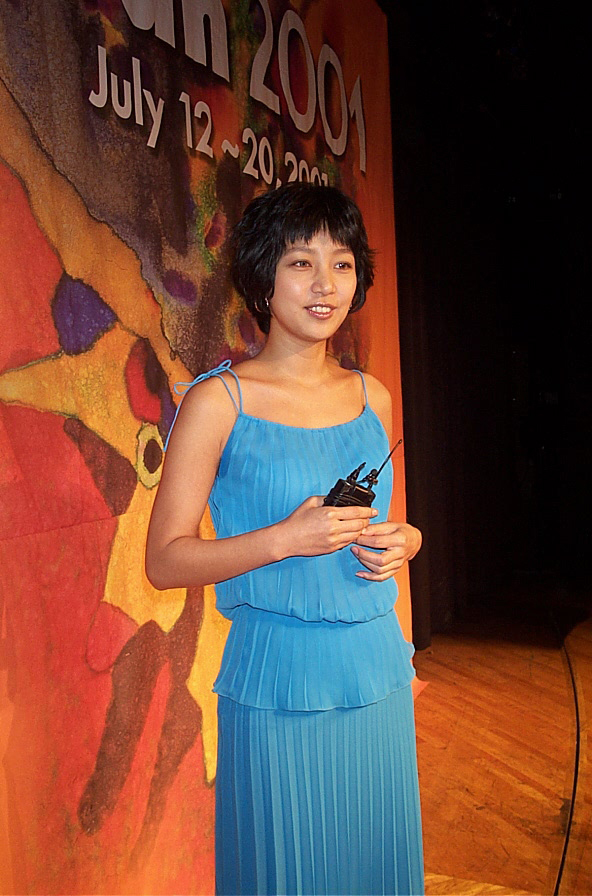
1993年韩国小姐候选人 张真英, 大田-忠南小姐 真
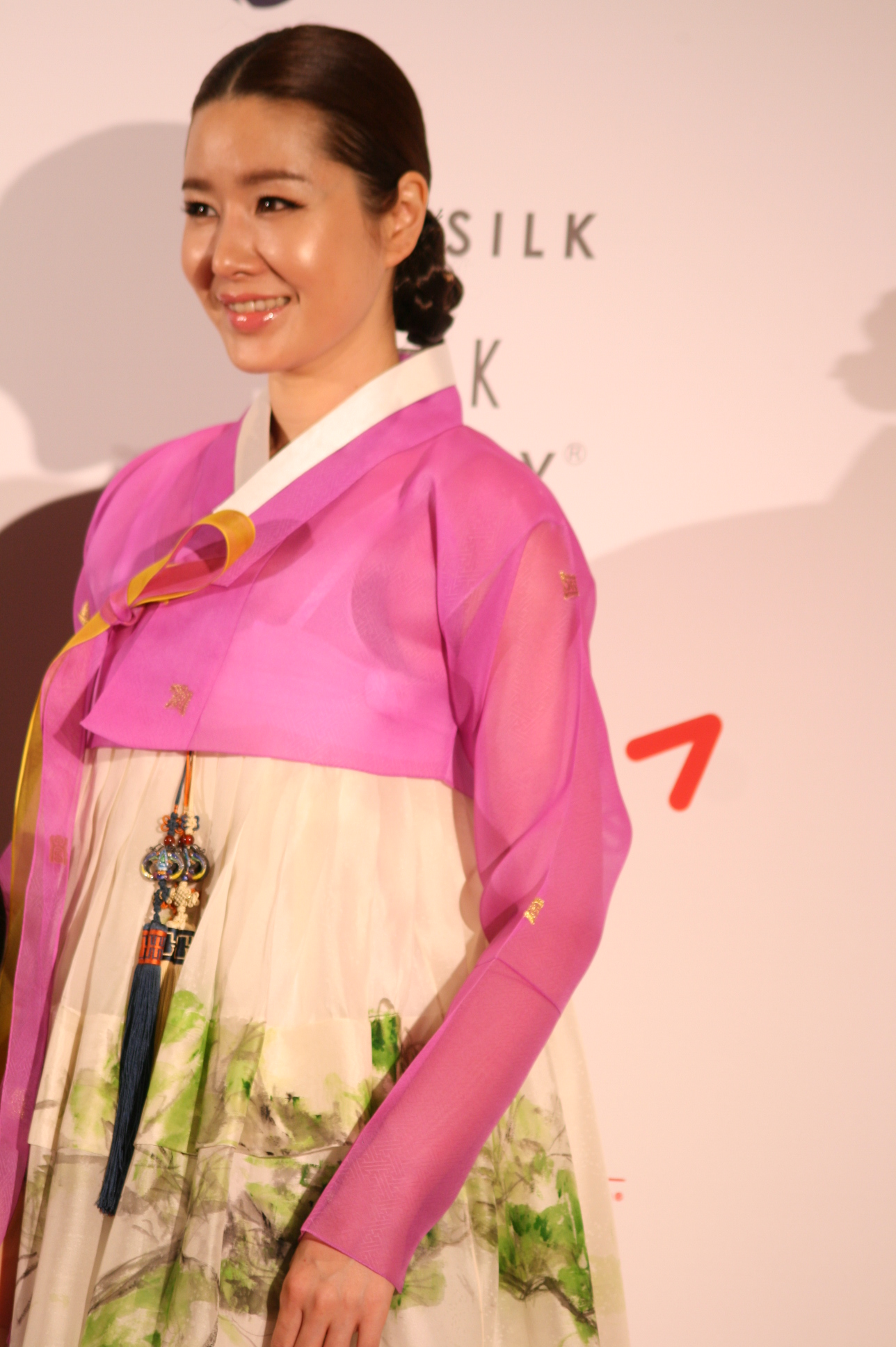
1997年韩国小姐 真 김지연, 首尔小姐 真
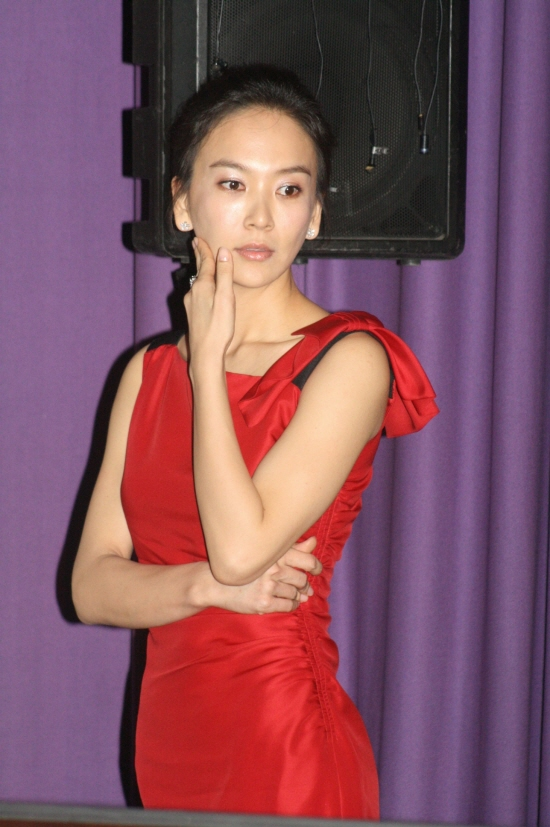
1998年韩国小姐 真 崔知贤, 首尔小姐 真
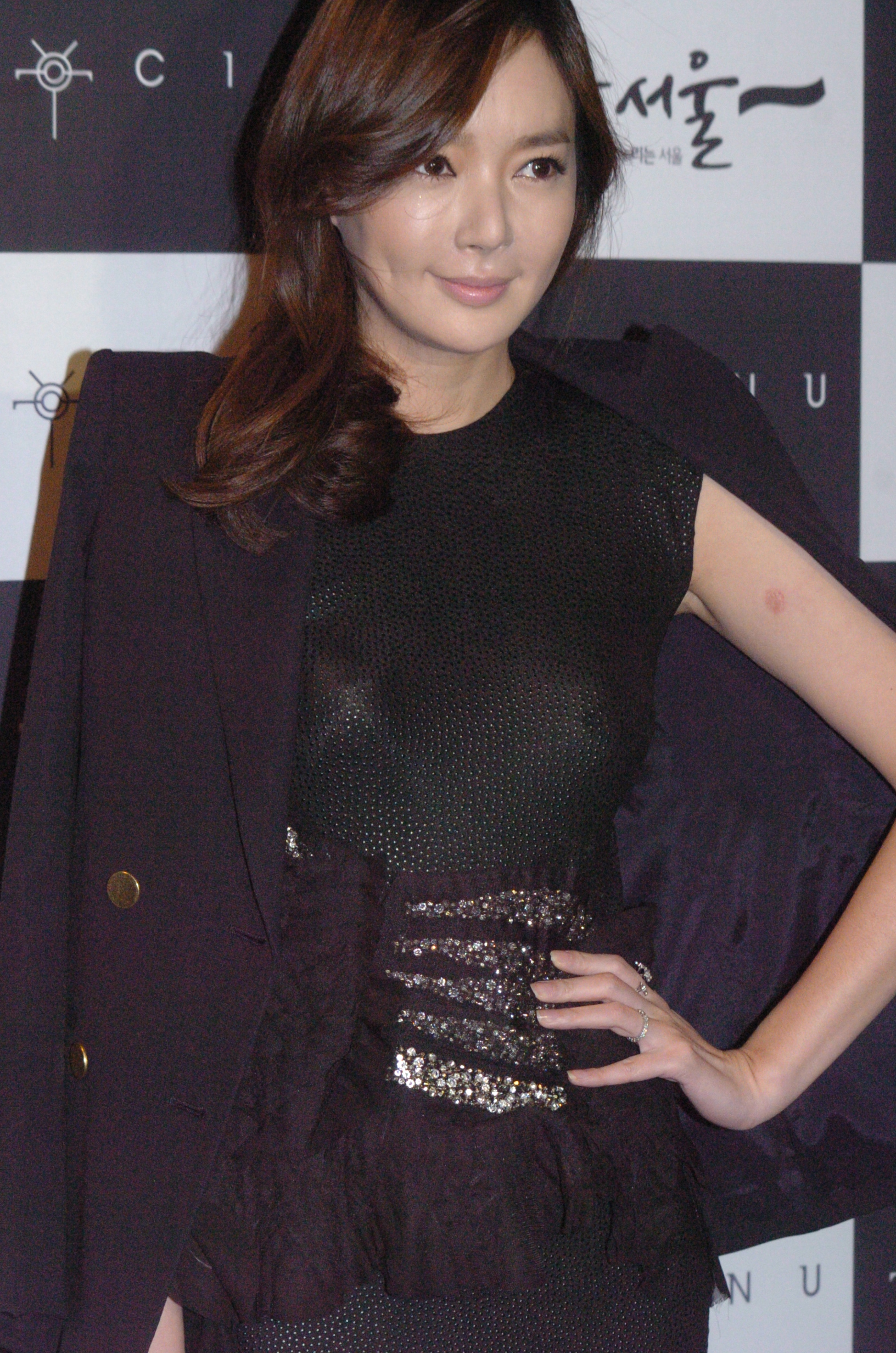
1999年韩国小姐 真 金研周, 大田-忠南小姐 真
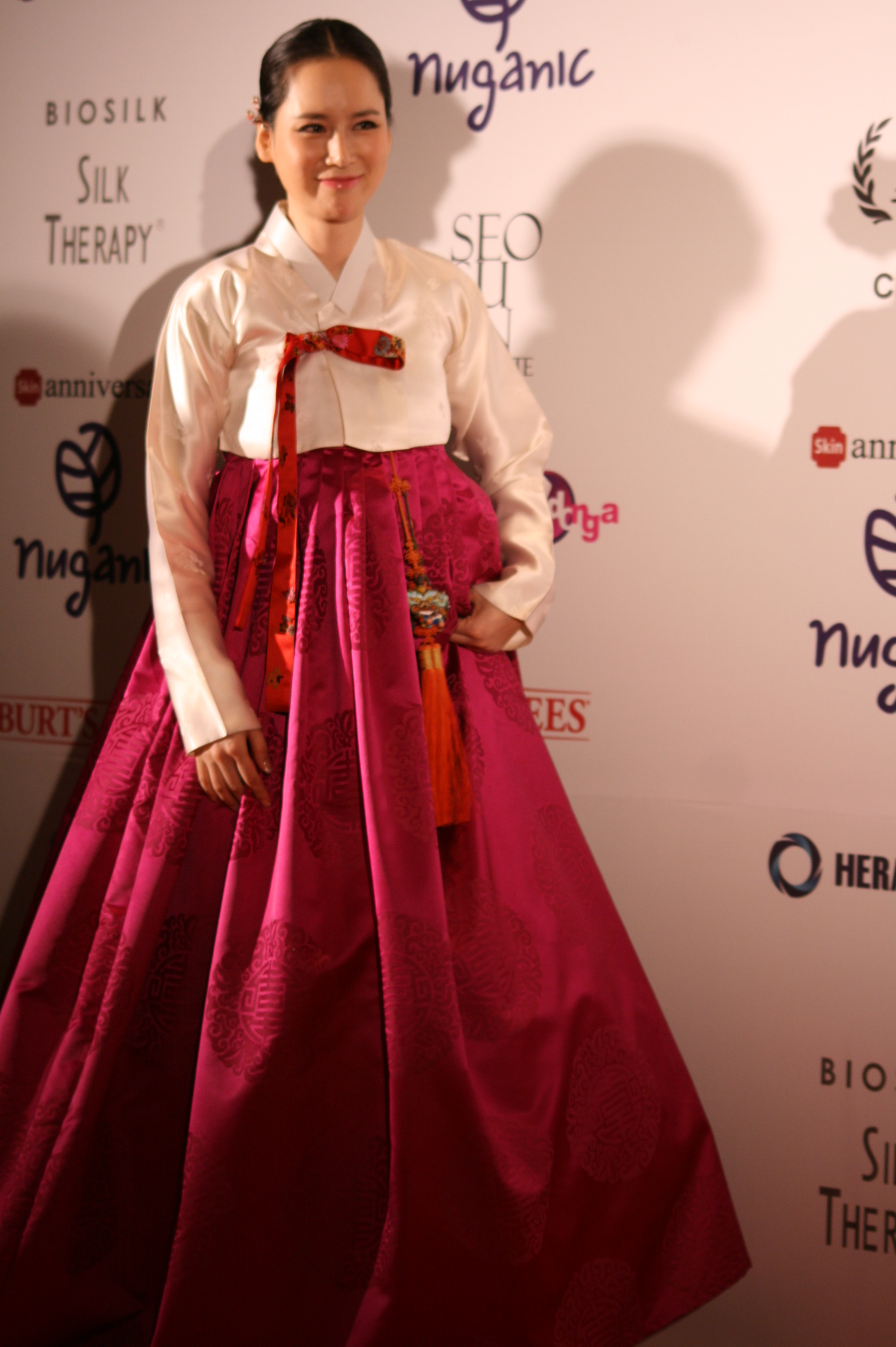
1999年韩国小姐 휠라 李慧源, 首尔小姐 美
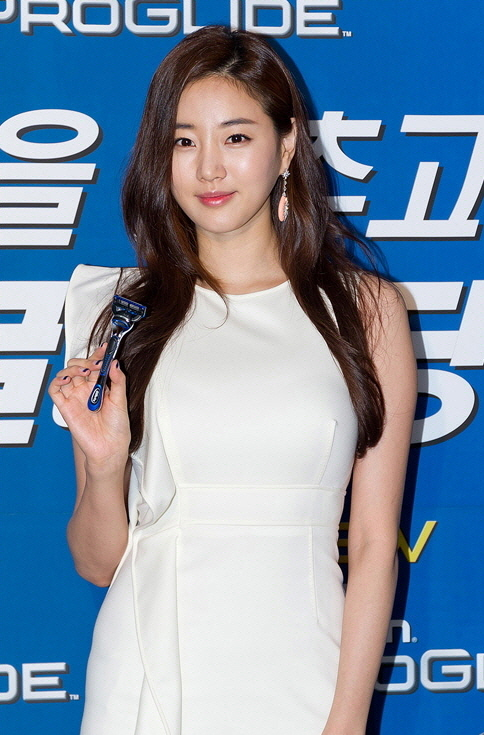
2000年韩国小姐 真 金思朗, 首尔小姐 真
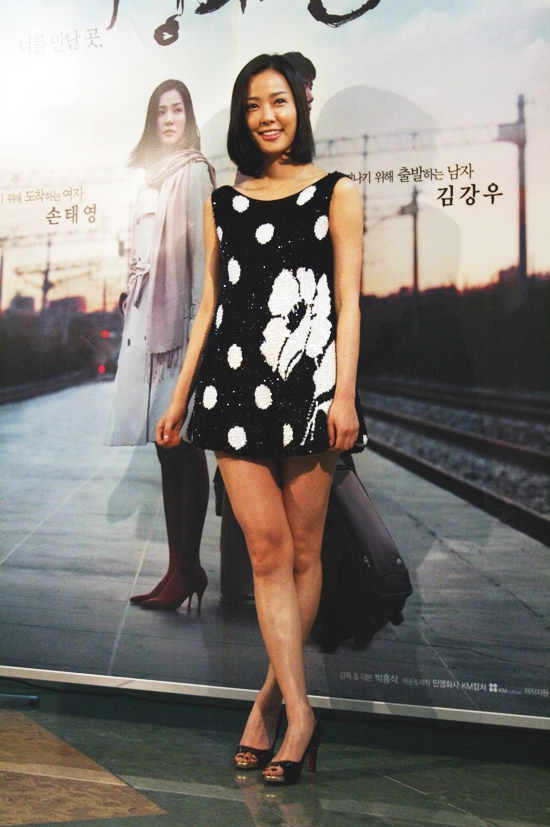
2000年韩国小姐 美 孫泰英, 大邱小姐 真
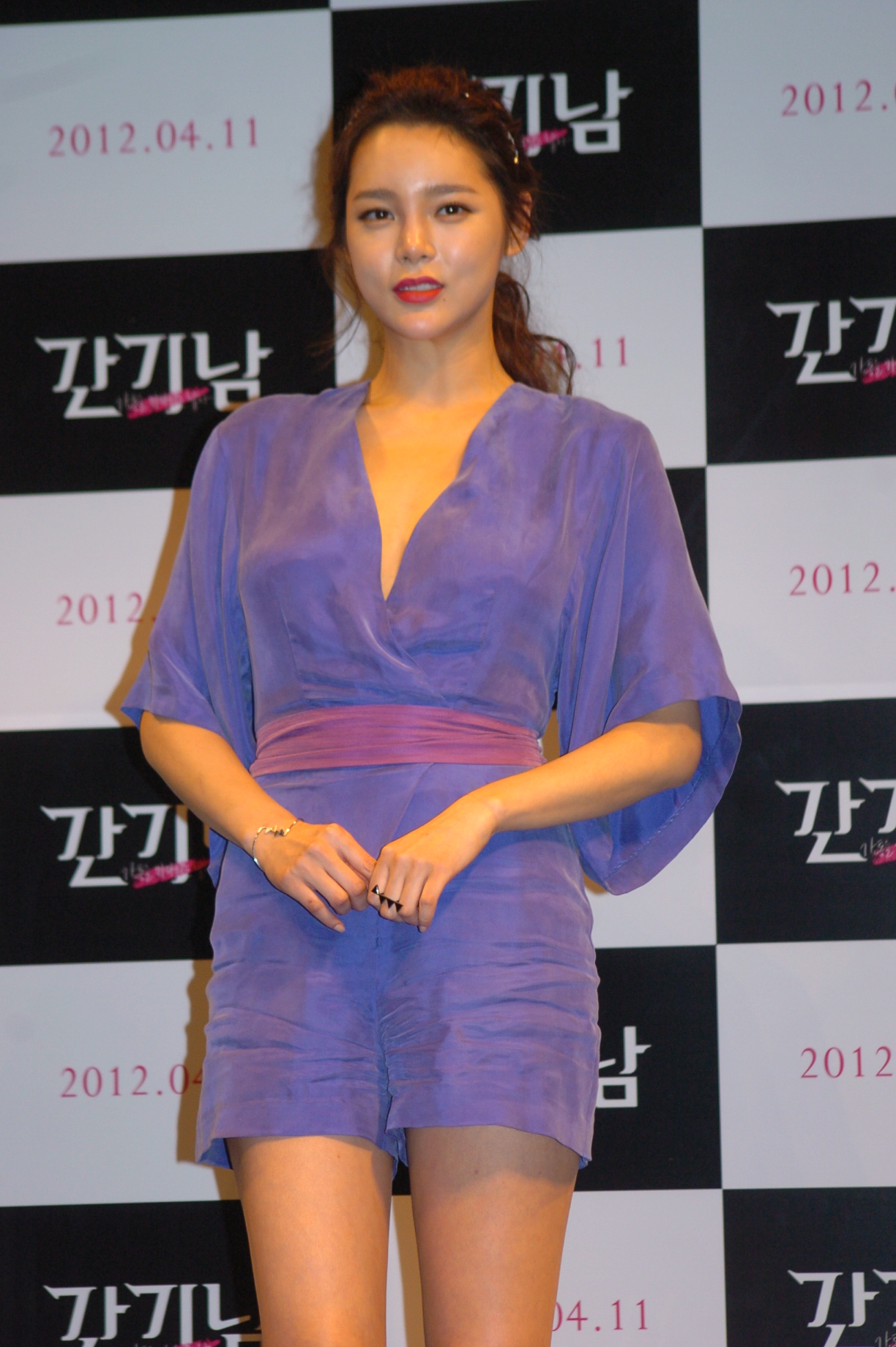
2000年韩国小姐候选人 朴时妍(朴美宣), 首尔小姐 美
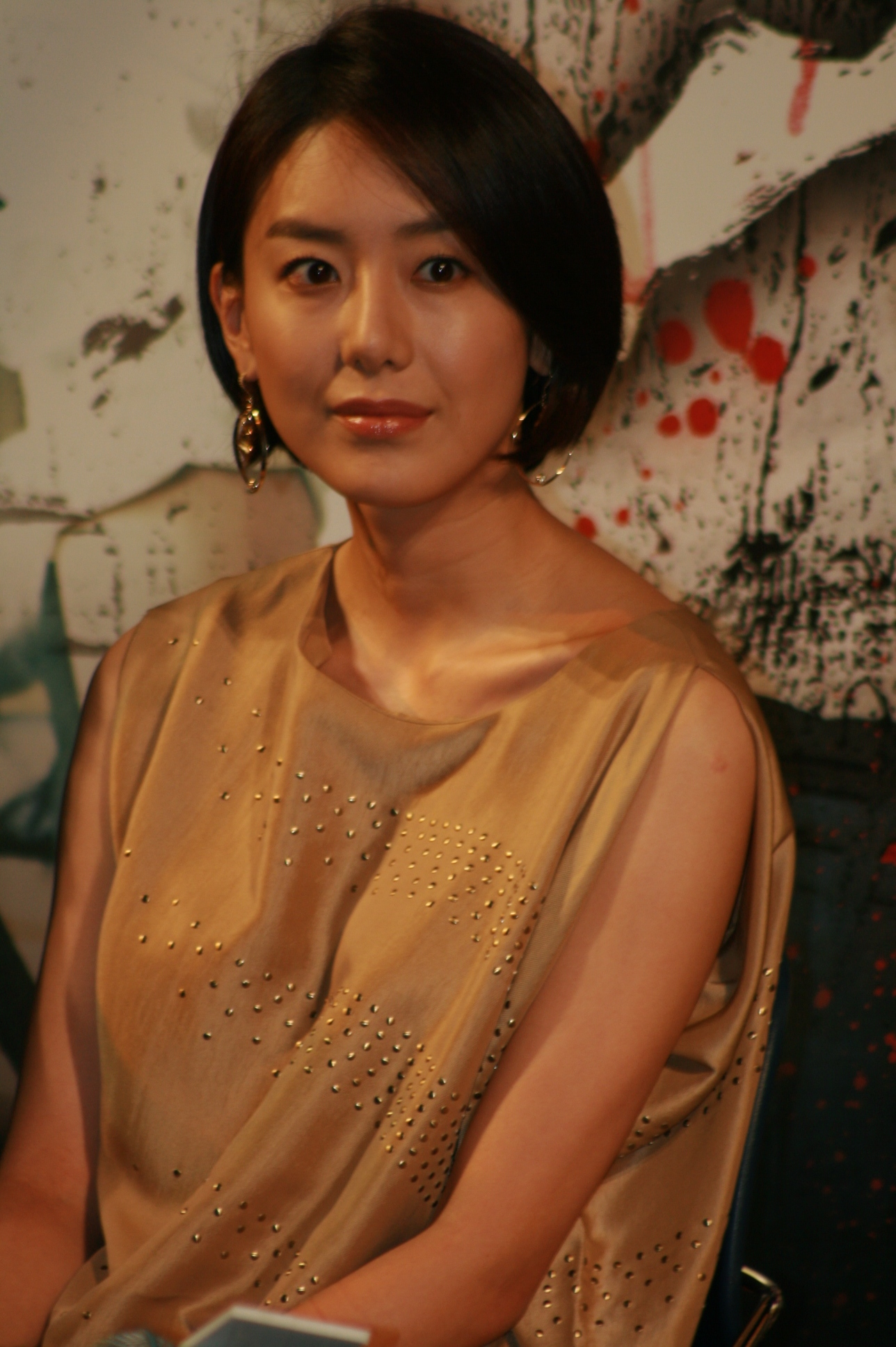
2000年韩国小姐候选人 尹晶喜, 京畿小姐 美
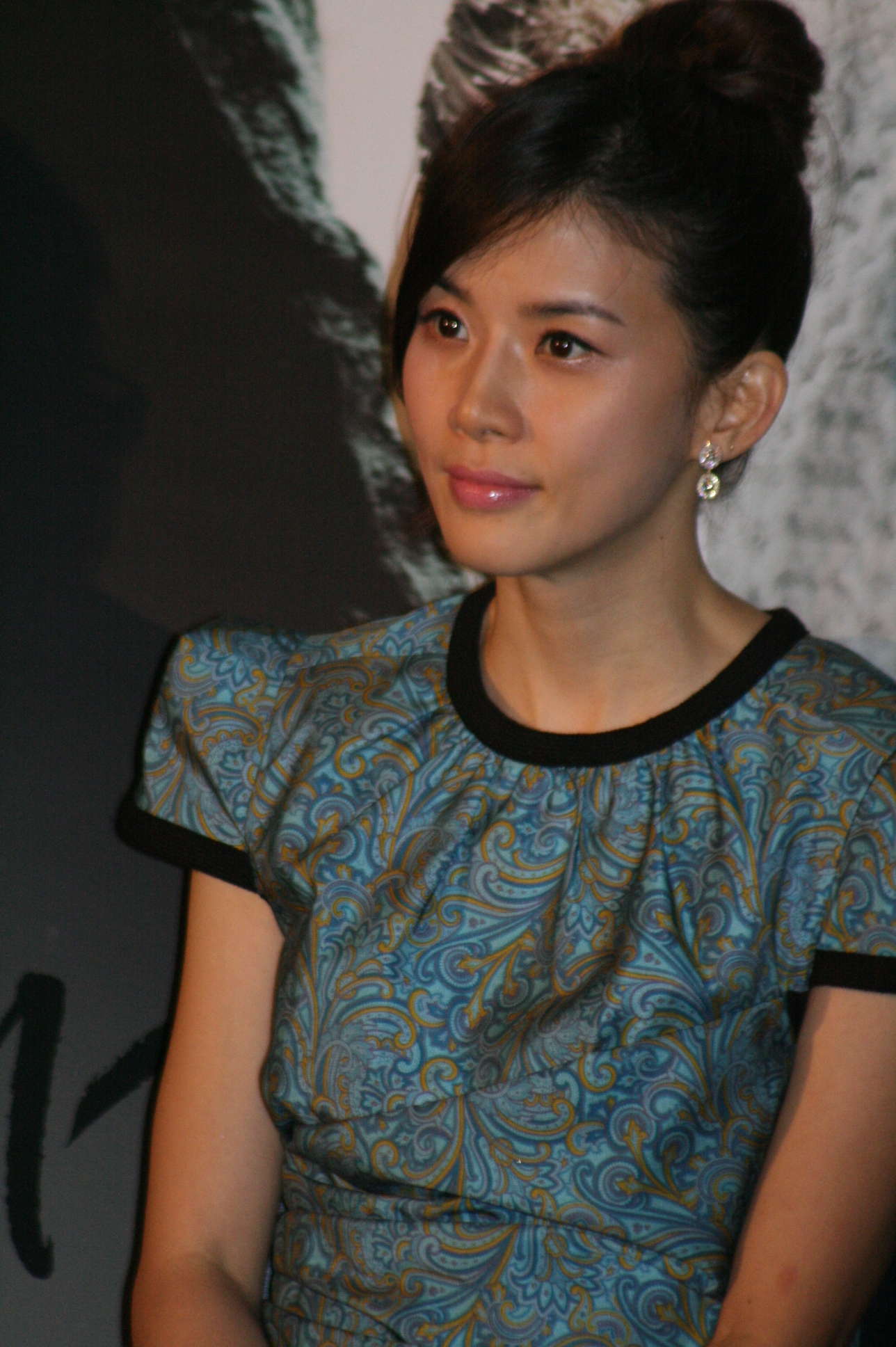
2000年韩国小姐候选人 李寶英, 大田-忠南小姐 真
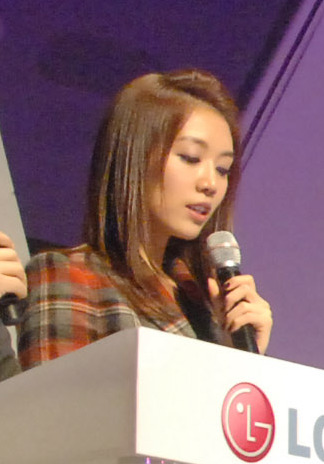
2001年韩国小姐 善 徐弦珍, 大邱小姐 善
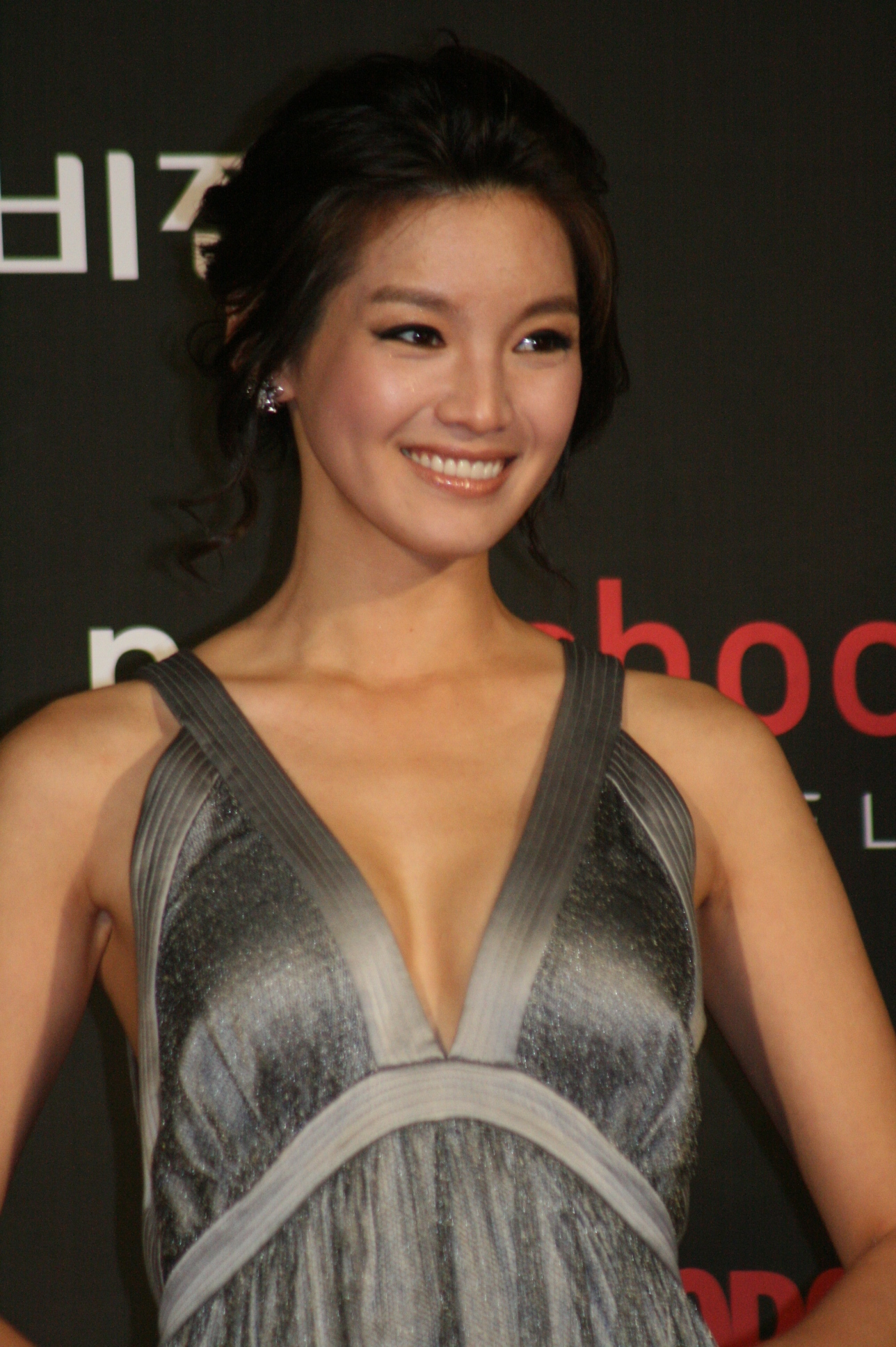
2001年韩国小姐候选人 郑佳恩(백성향), 庆南小姐 善
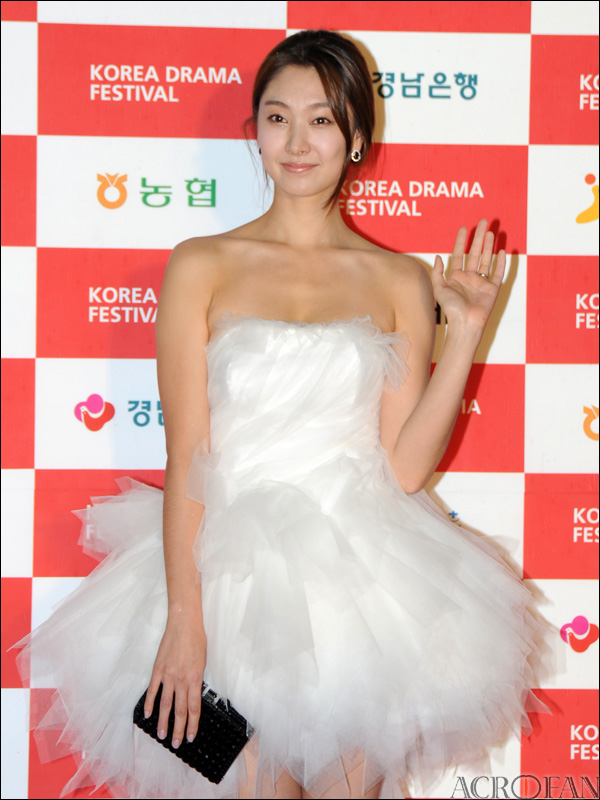
2003年韩国小姐候选人 車賢靜, 江原小姐 真
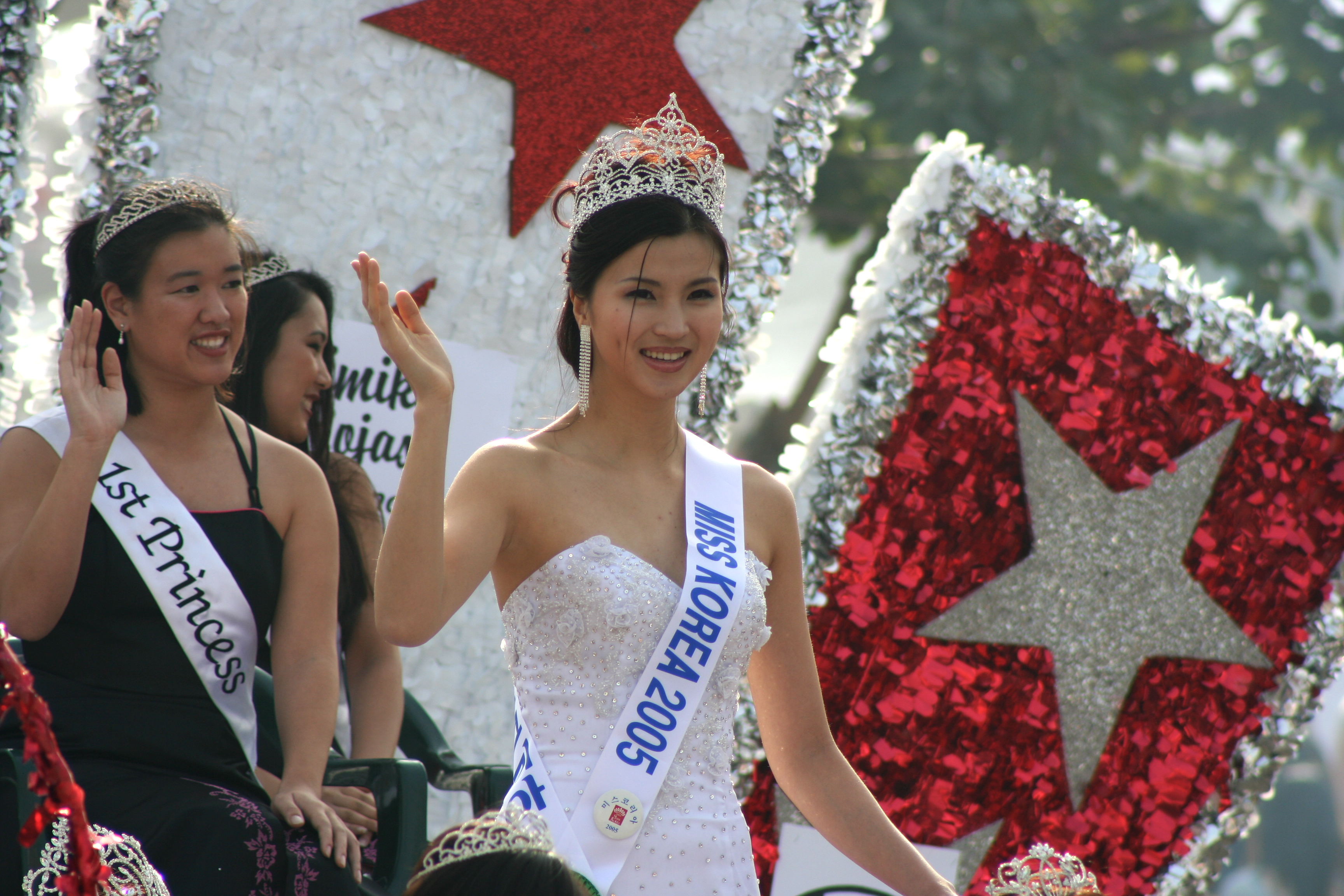
2005年韩国小姐 美 柳惠美, 京畿小姐 真
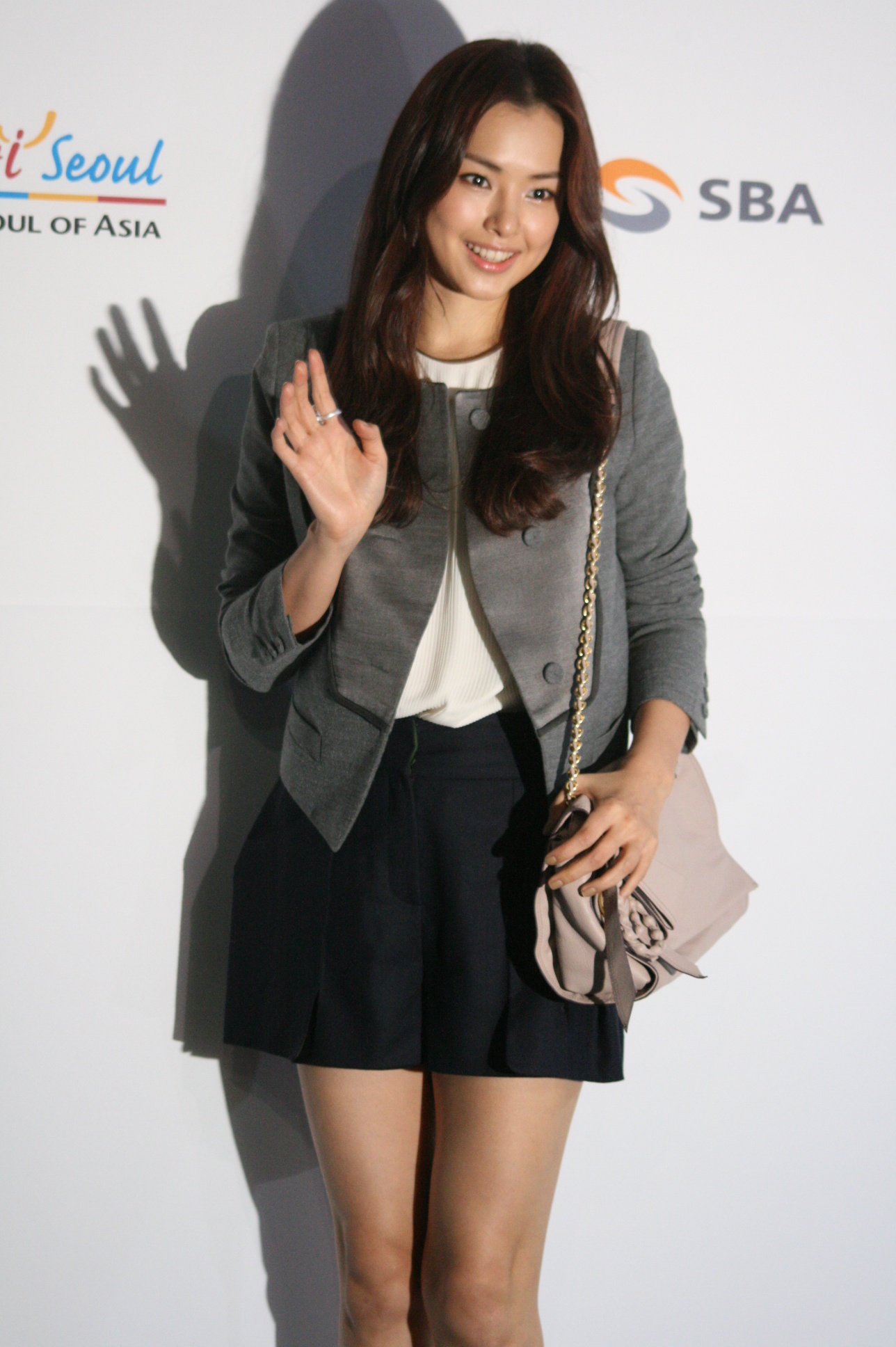
2006年韩国小姐 真 李荷妮, 首尔小姐 真
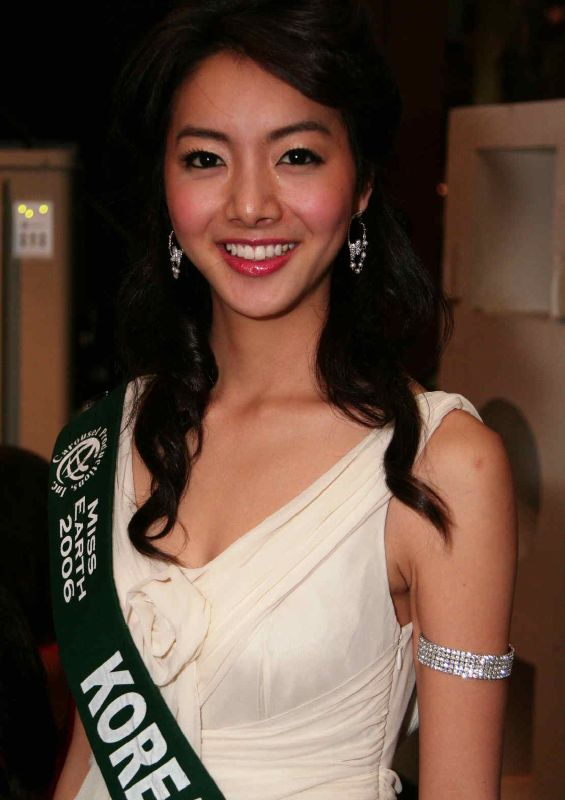
2006年韩国小姐 美 朴嬉贞, 釜山小姐 善
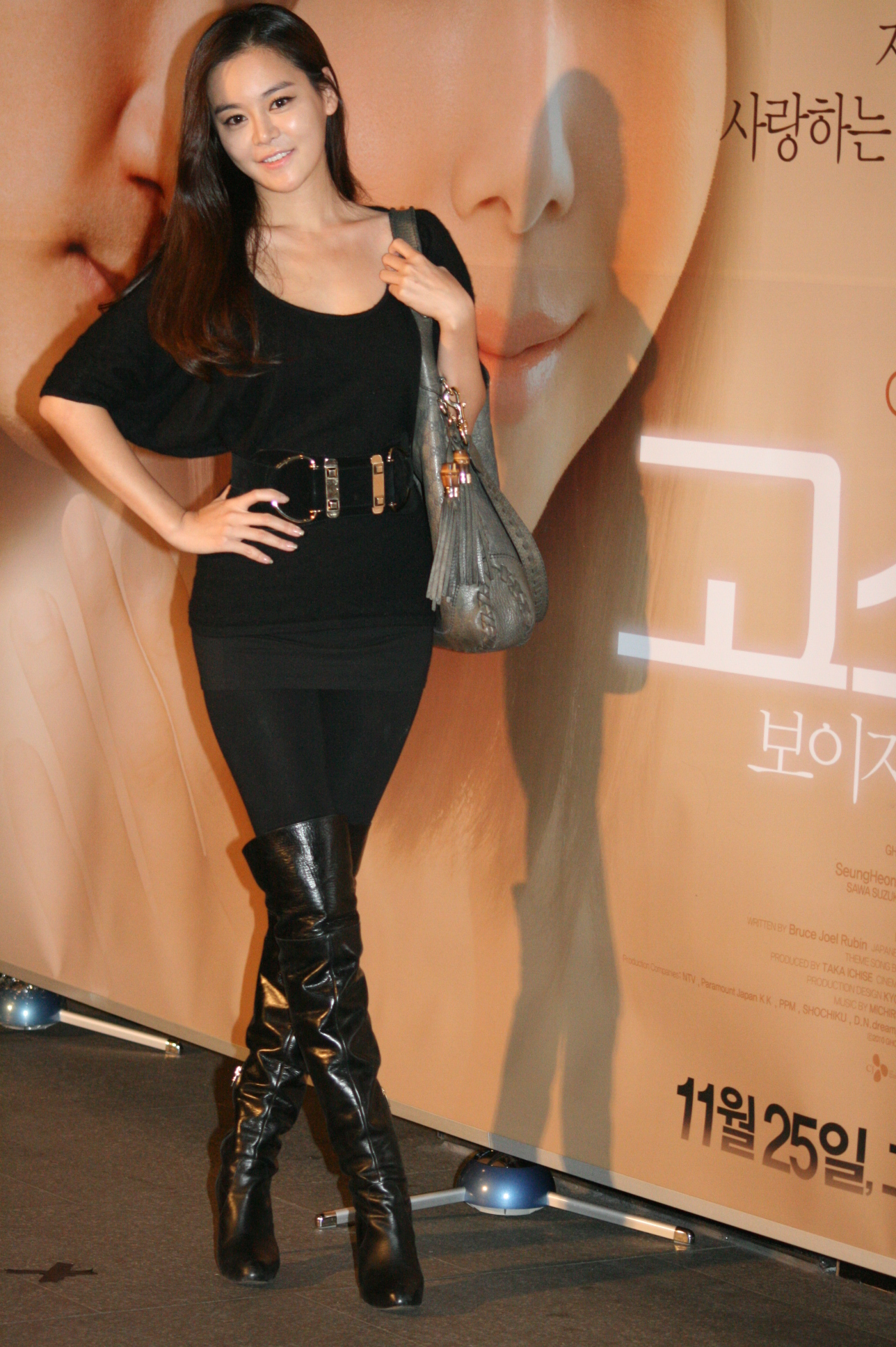
2007年韩国小姐 真 李智善, 首尔小姐 真
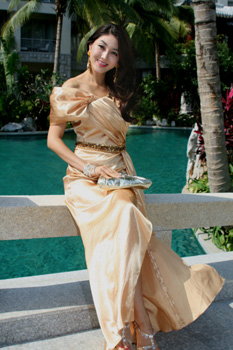
2007年韩国小姐 善 조은주, 济州小姐 善
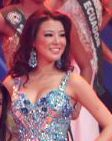
2007年韩国小姐 美 柳智恩(유지은), 首尔小姐 美
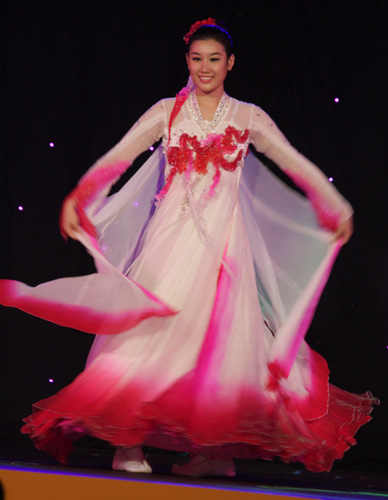
2008年韩国小姐 善 최보인, 首尔小姐 美
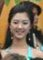
2008年韩国小姐 美 서설희,  庆北小姐 真
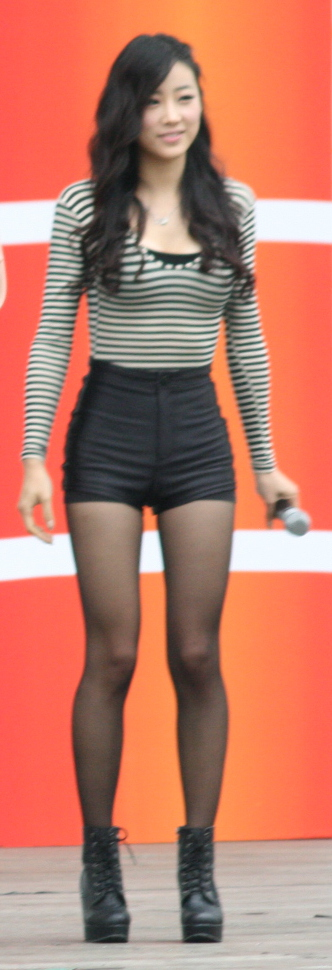
2008年韩国小姐候选人 韩艺真,  西雅图小姐 真
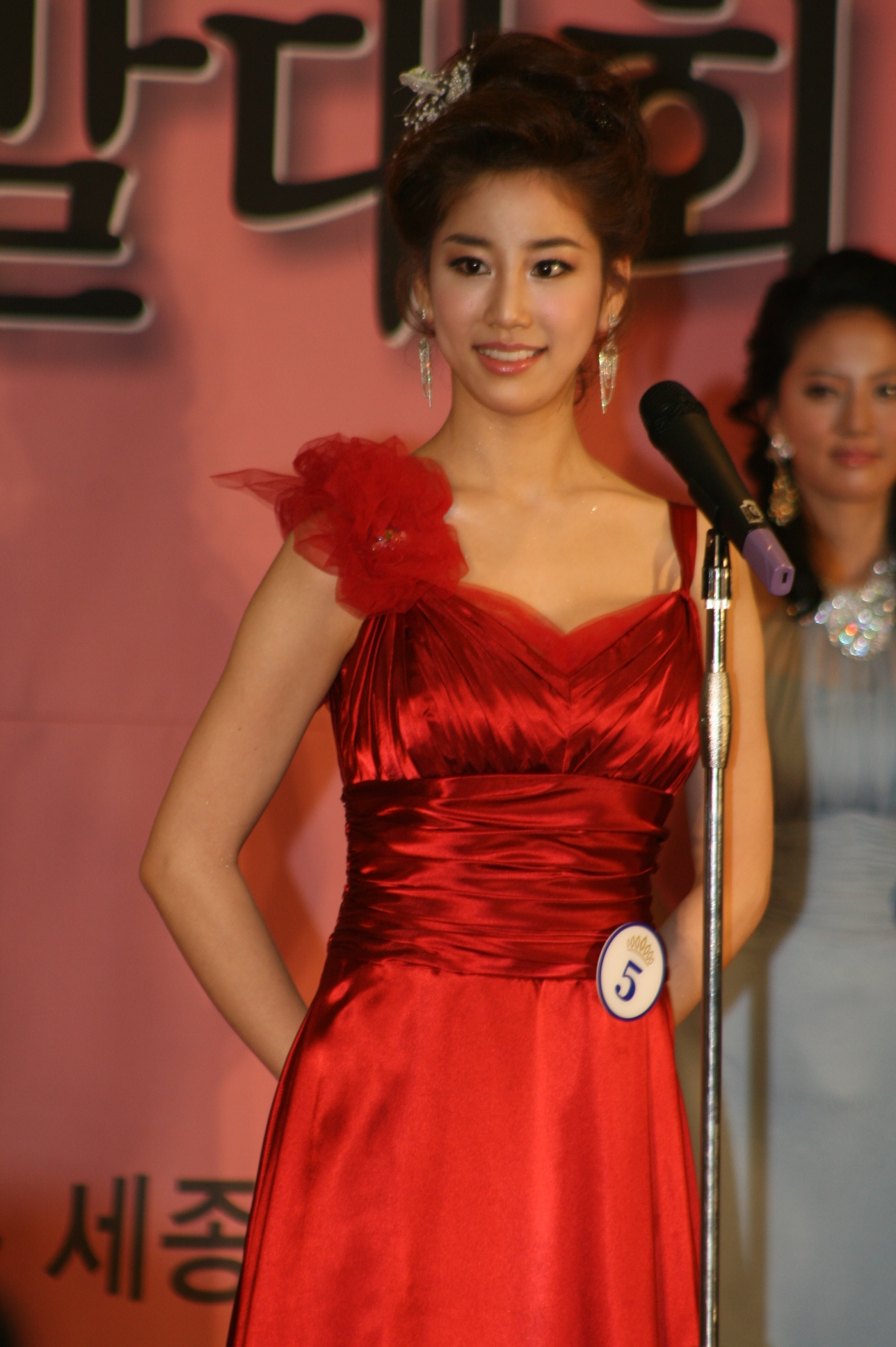
2009年韩国小姐 真 유리아(金珠丽), 首尔小姐 真
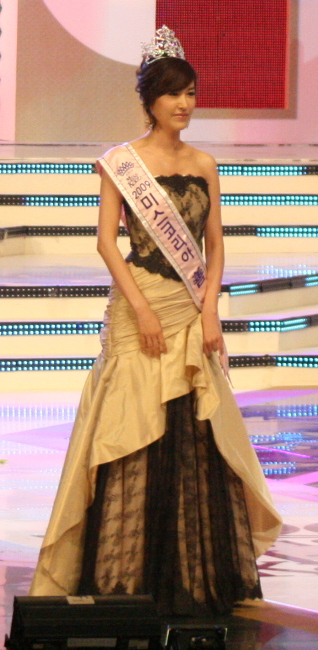
2009年韩国小姐 善 차예린, 全北小姐 真
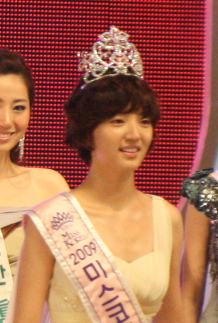
2009年韩国小姐 善 서은채(서은미), 大邱小姐 真
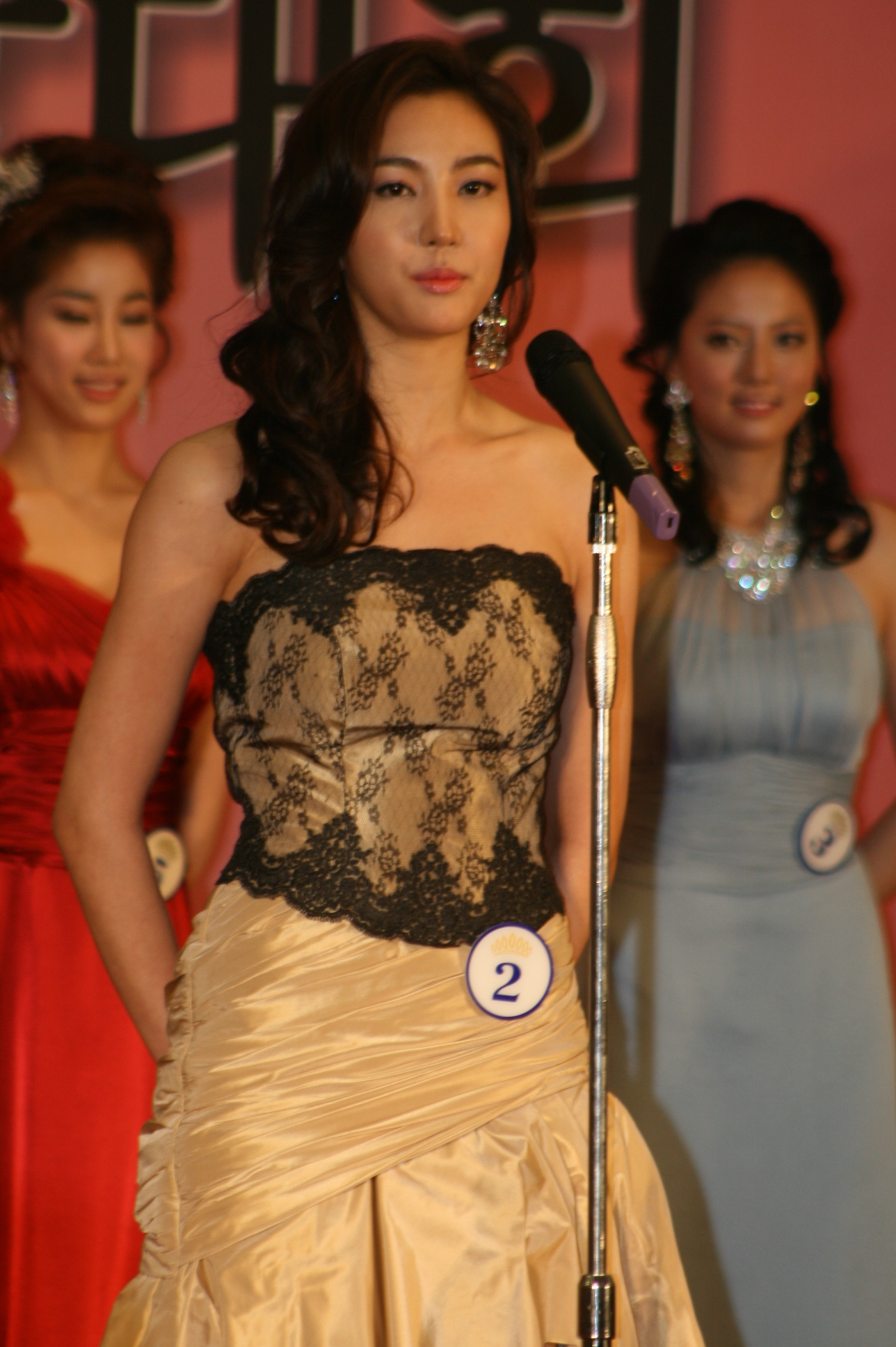
2009年韩国小姐 美 박예주, 首尔小姐 美
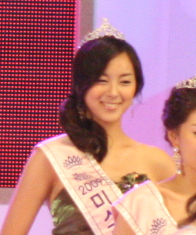
2009年韩国小姐 美 이슬기,  江原小姐 真
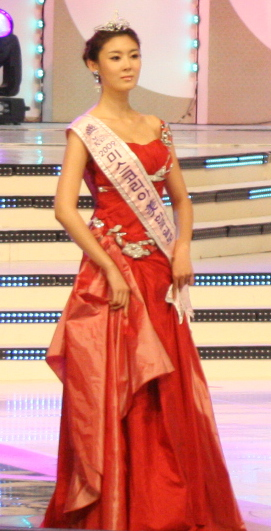
2009年韩国小姐 美 민서연(최지희), 京畿小姐 真
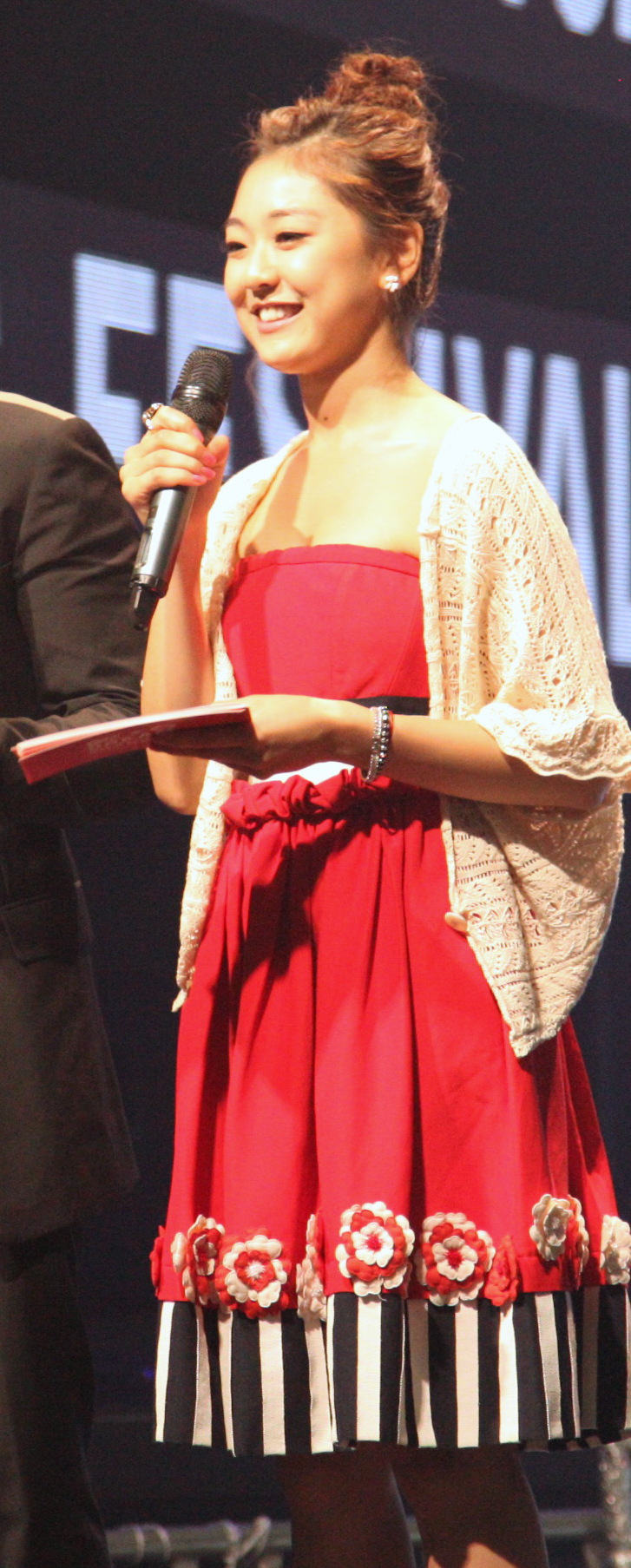
2009年韩国小姐候选人 權梨世, 日本小姐 真
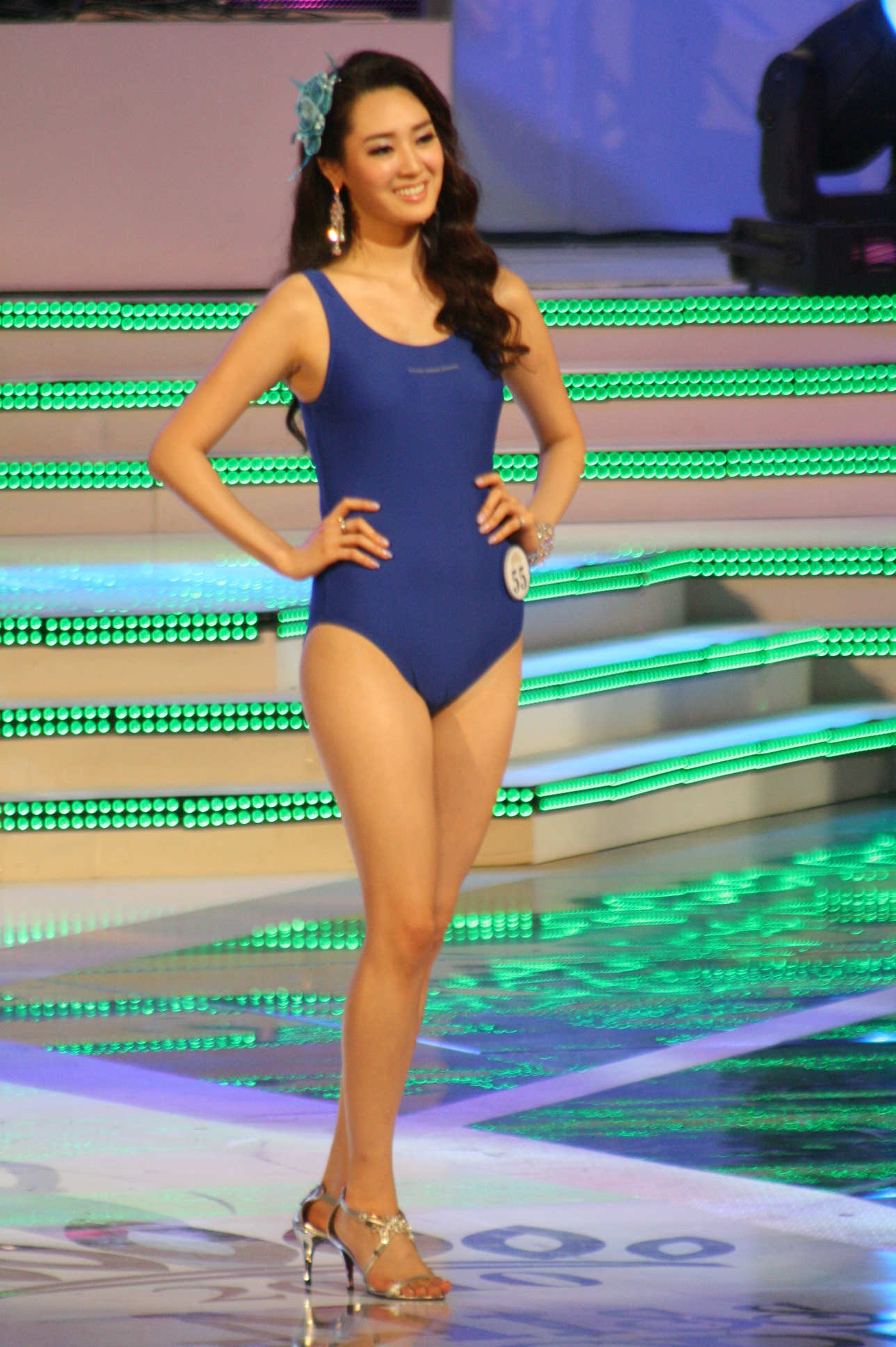
2010年韩国小姐 真 丁素拉, 首尔小姐 善
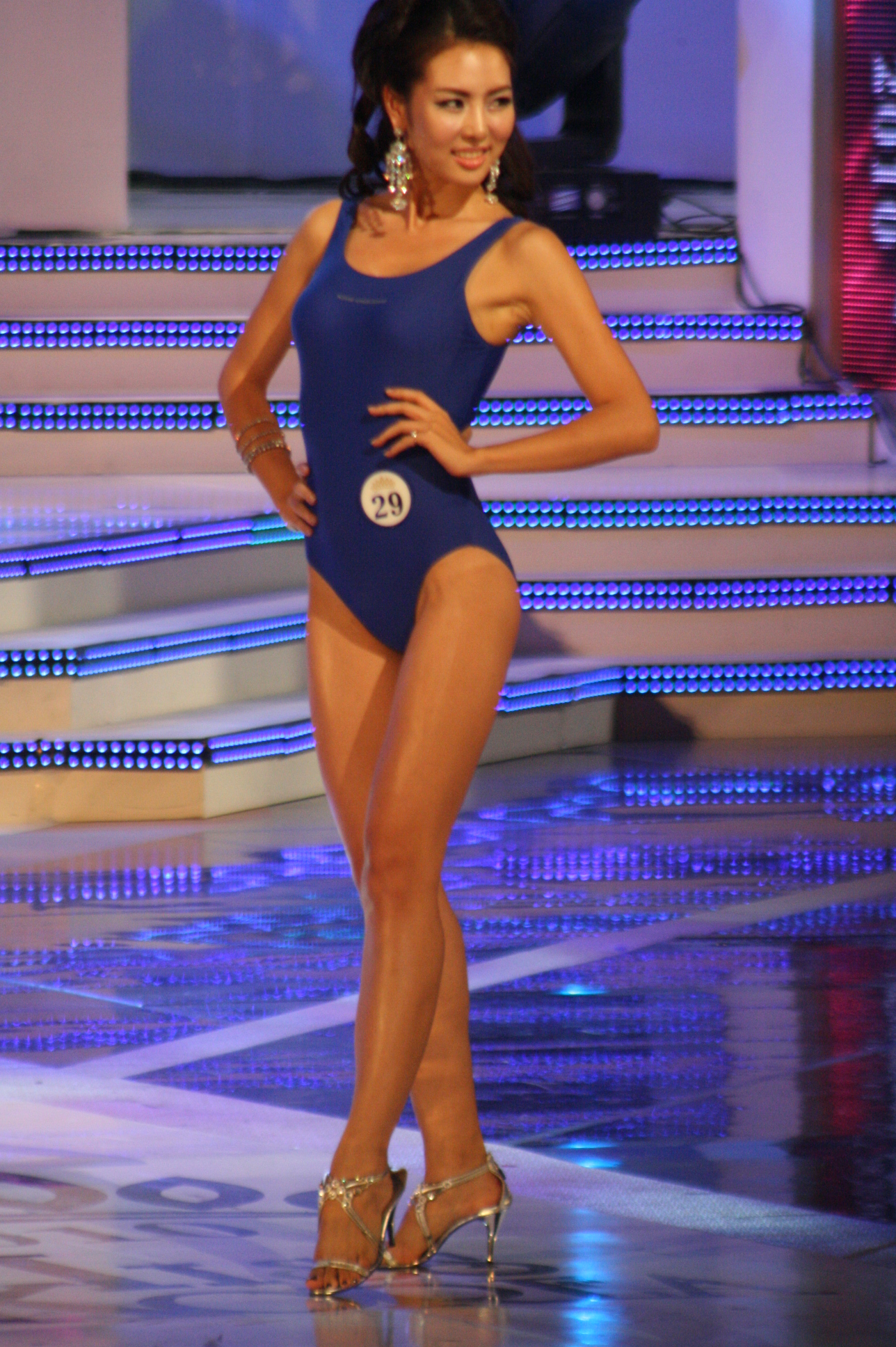
2010年韩国小姐 善 장윤진, 首尔小姐 善
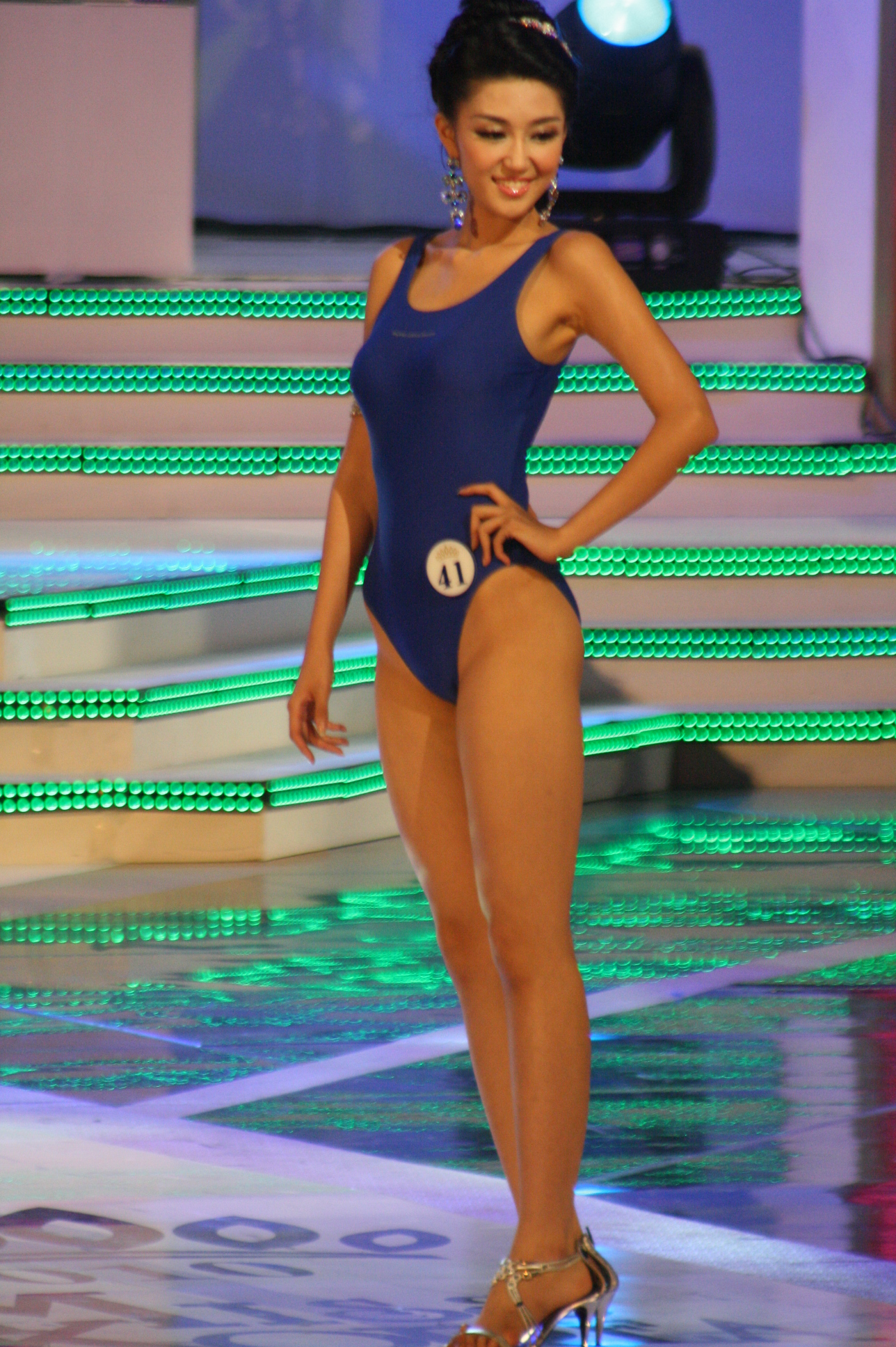
2010年韩国小姐 善 김혜영, 庆北小姐 真
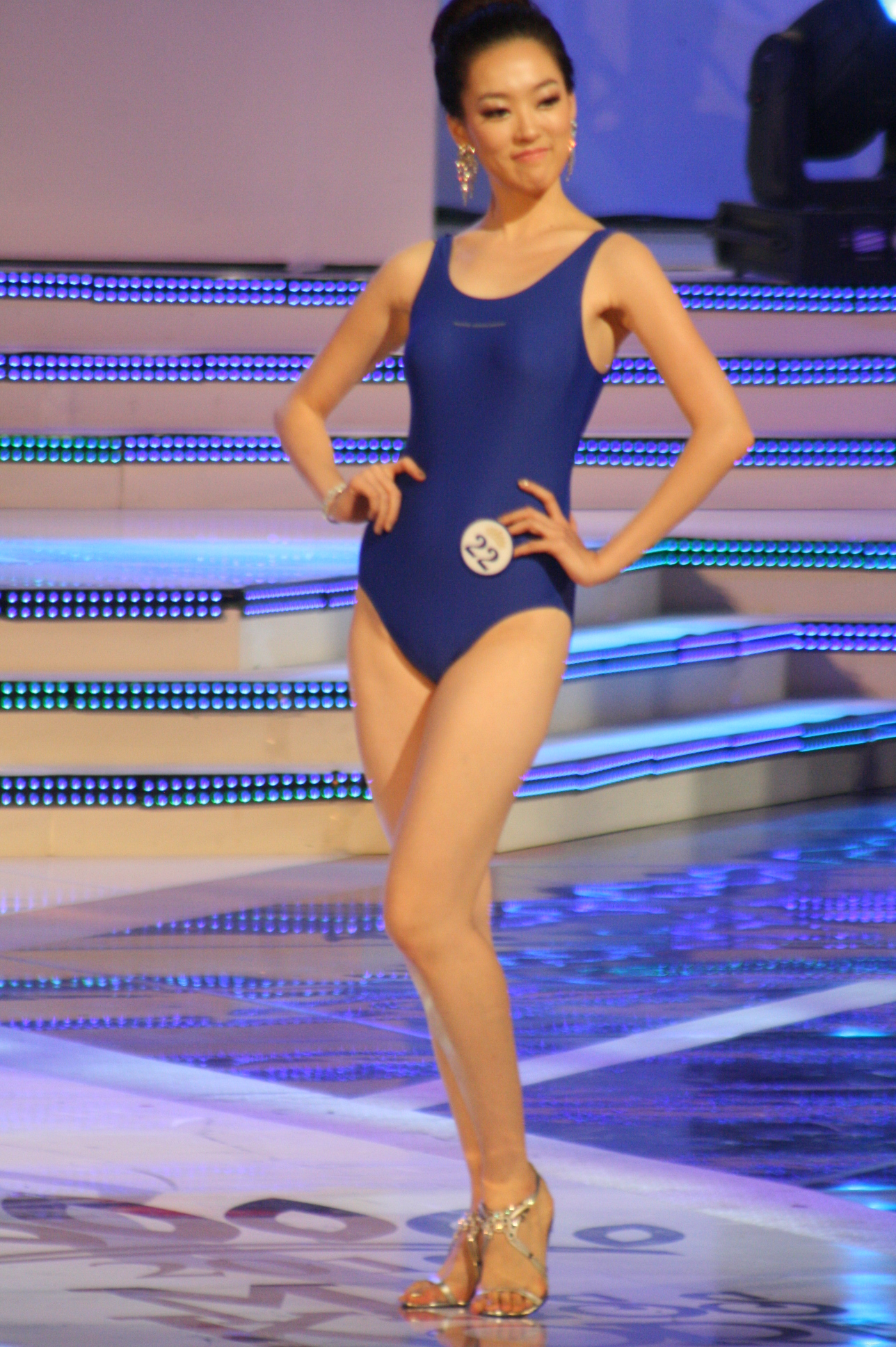
2010年韩国小姐 美 하현정, 首尔小姐 美
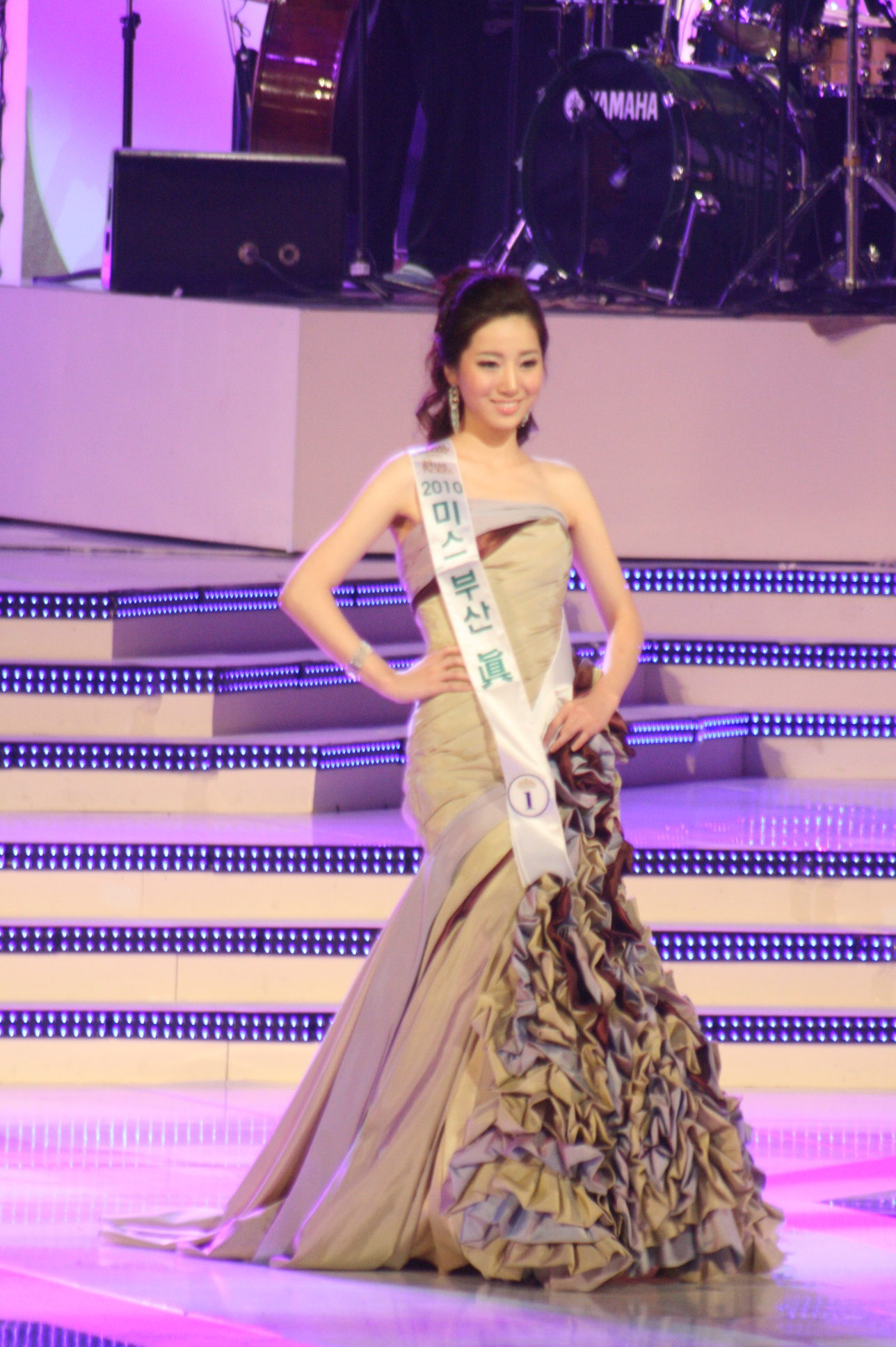
2010年韩国小姐 美 고현영, 釜山小姐 真
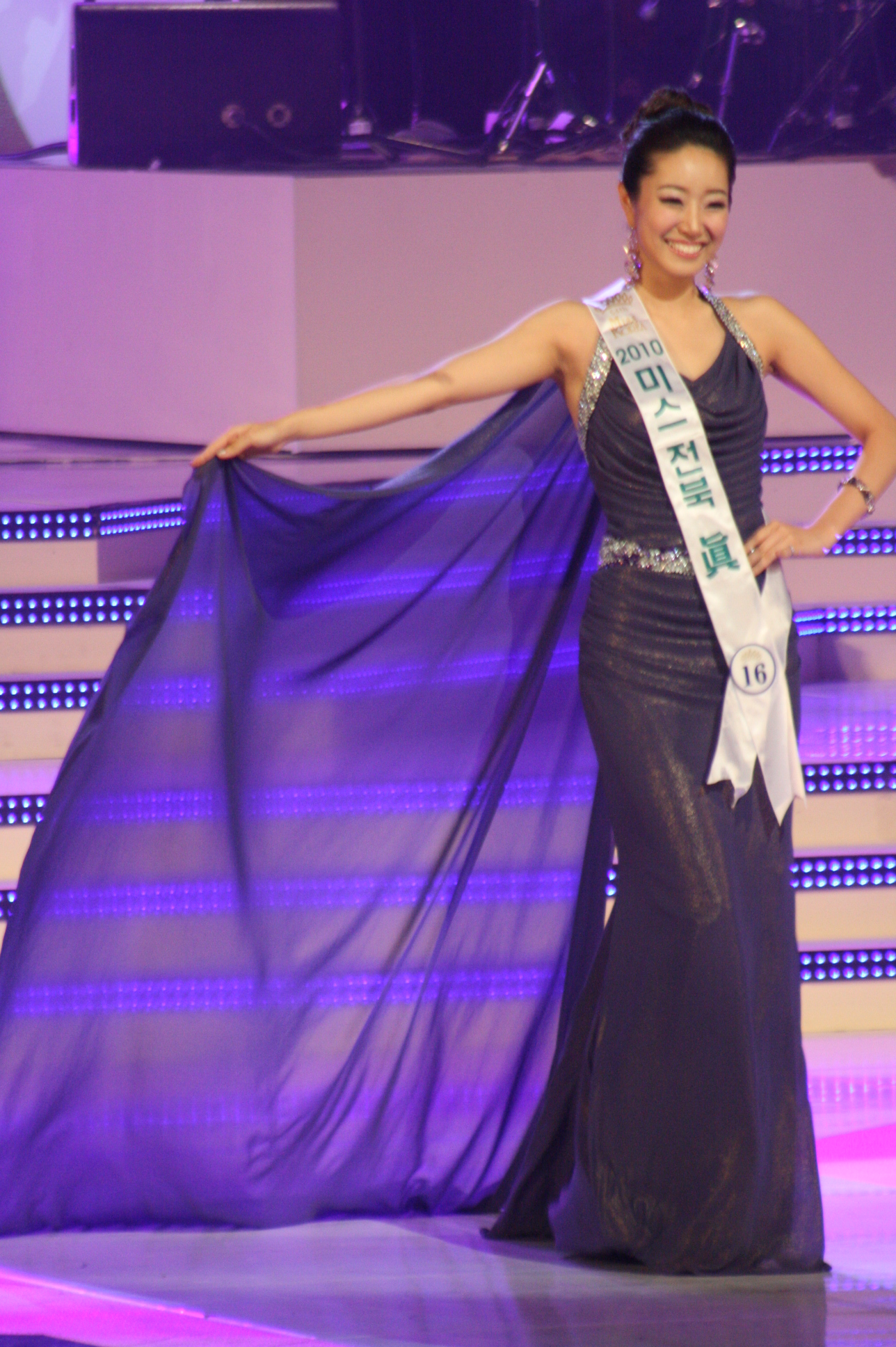
2010年韩国小姐 美 이귀주, 全北小姐 真
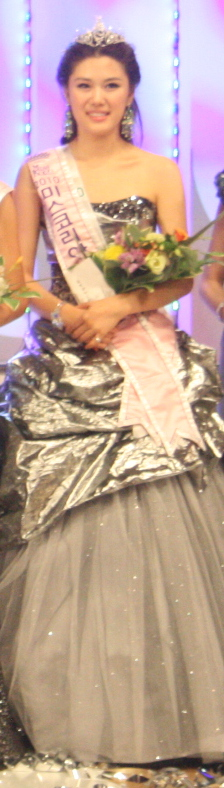
2010年韩国小姐 美 안다혜, 忠北小姐 善
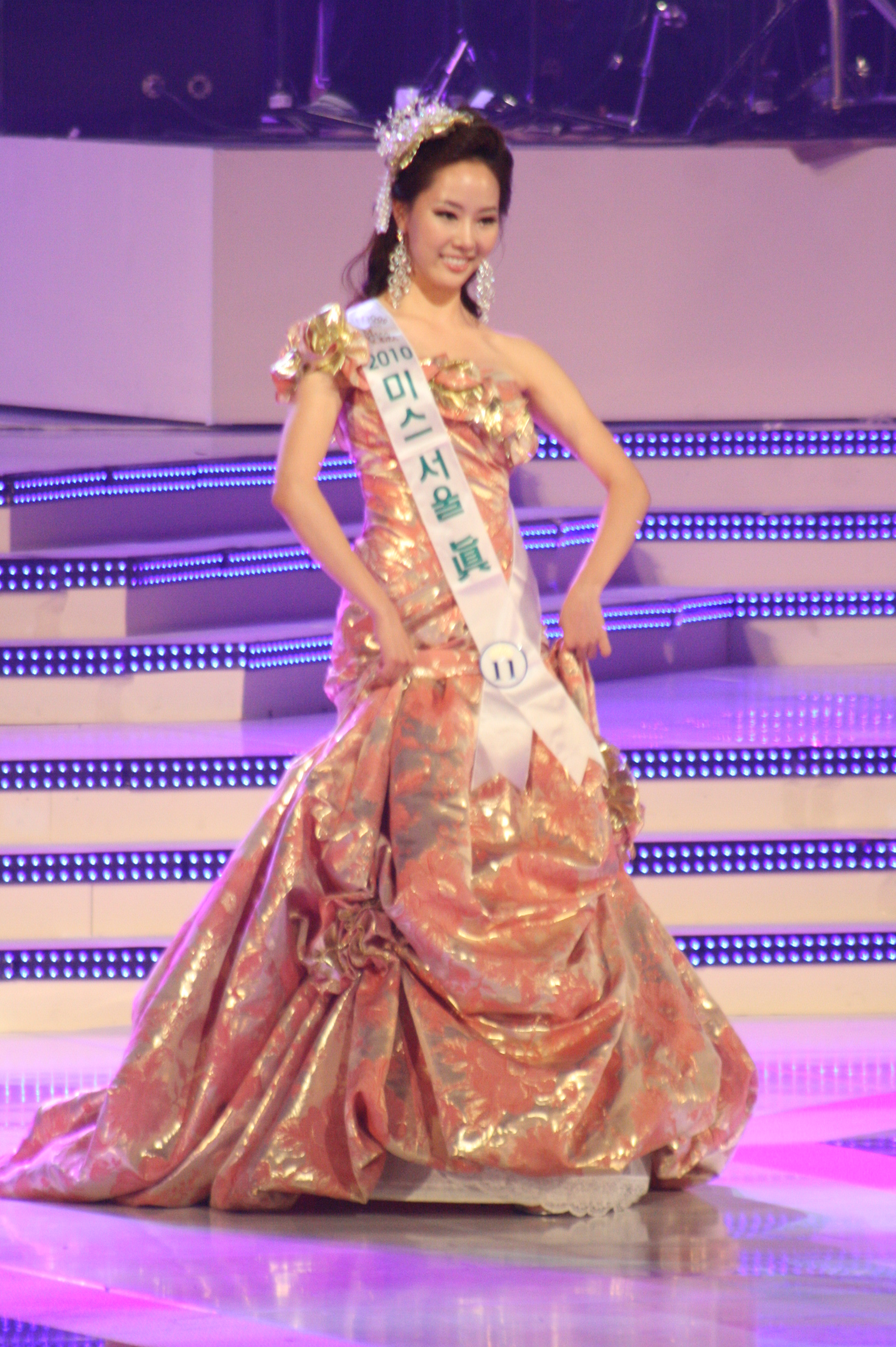
2010年韩国小姐候选人 전주원, 首尔小姐 真
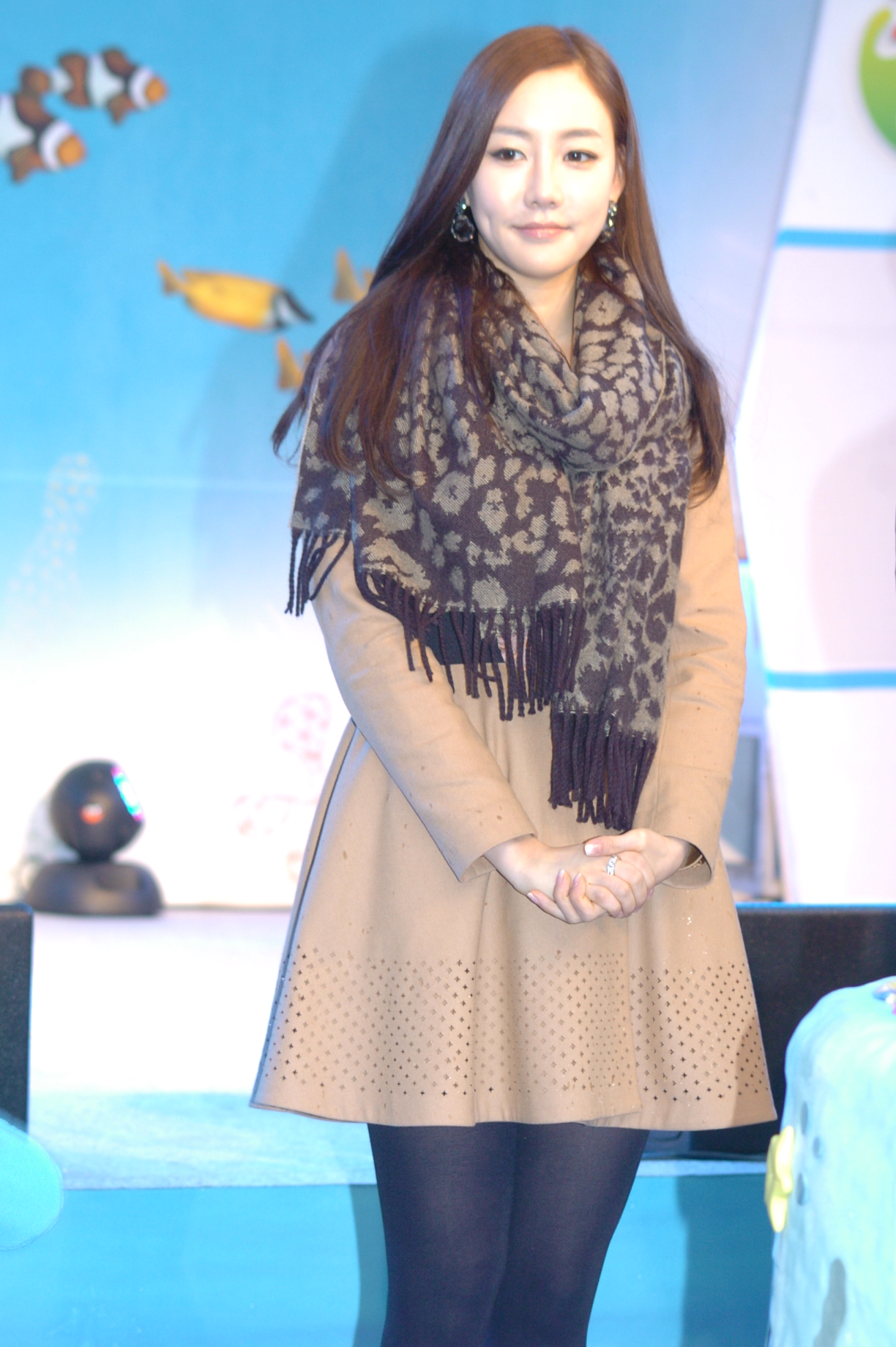
2011年韩国小姐 真 李成惠 ,首尔小姐 真
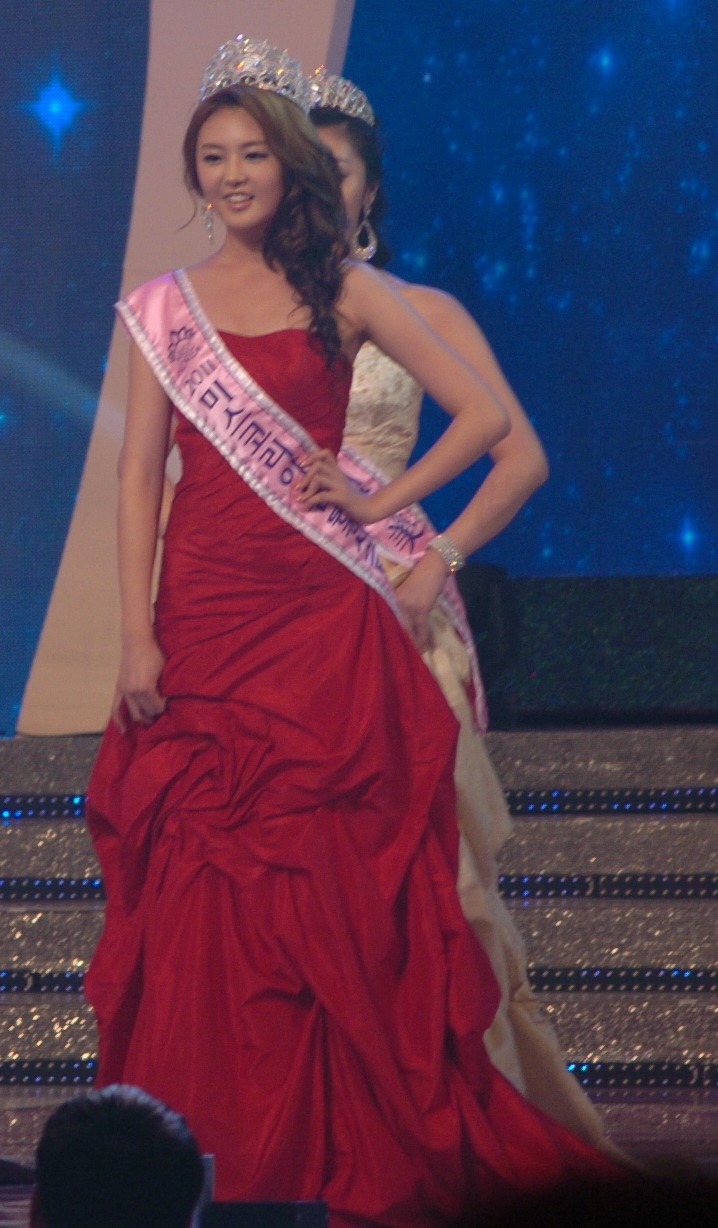
2011年韩国小姐 善 金艺瑟, 庆北小姐 真
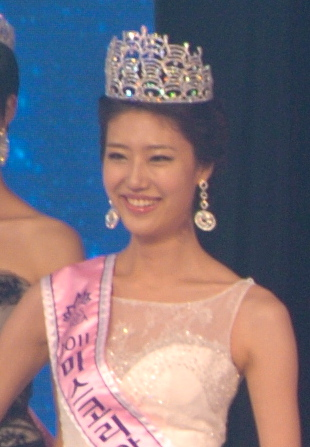
2011年韩国小姐 善 金惠善, 仁川小姐 真
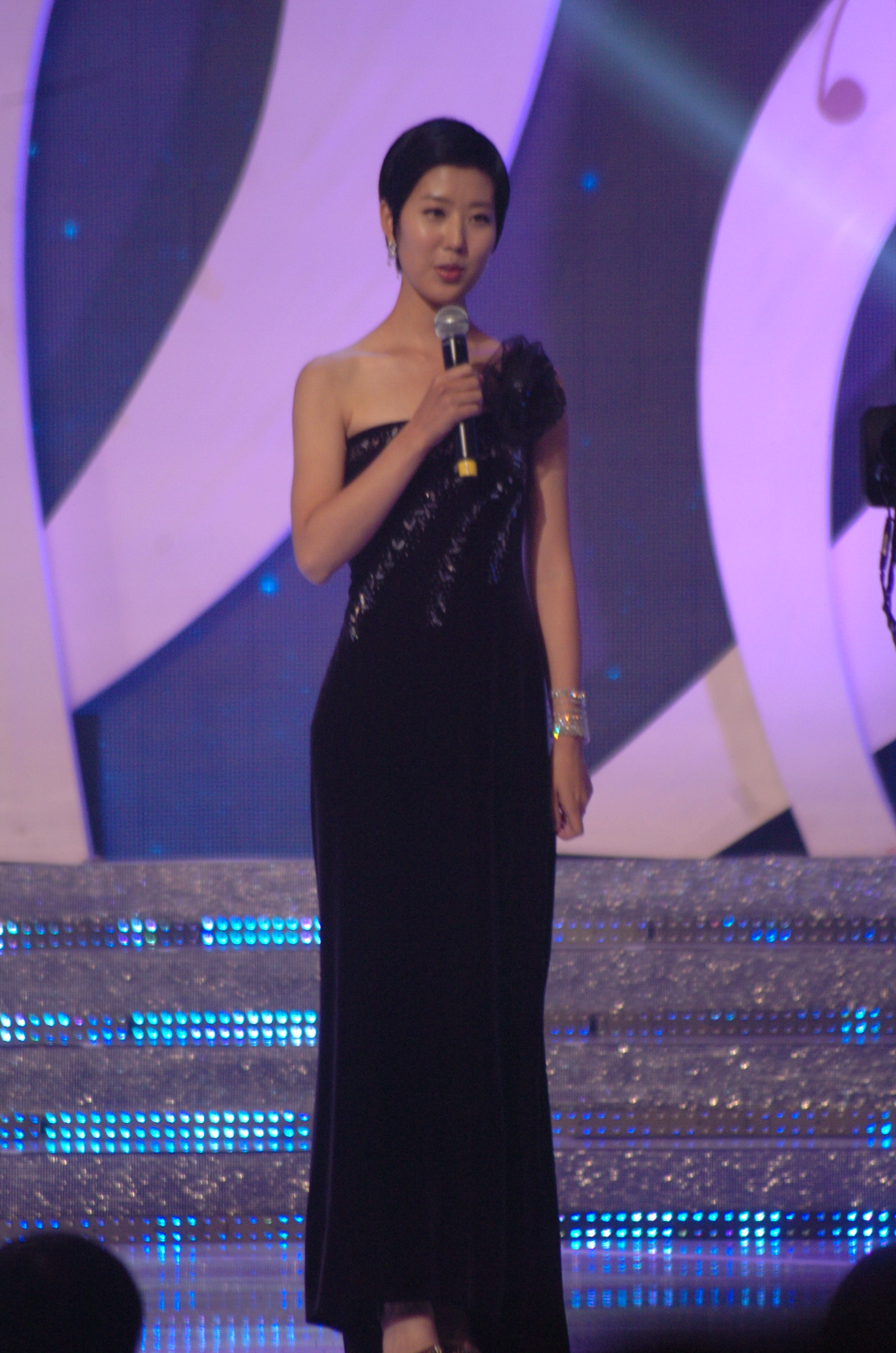
2011年韩国小姐 美 李世美娜, 京畿小姐 真
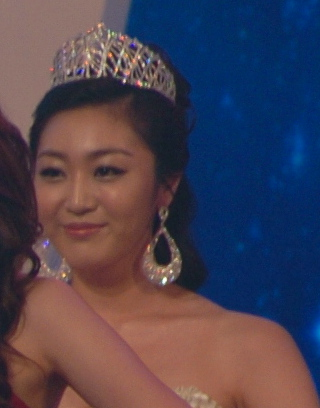
2011年韩国小姐 美 南美艳, 庆北小姐 美
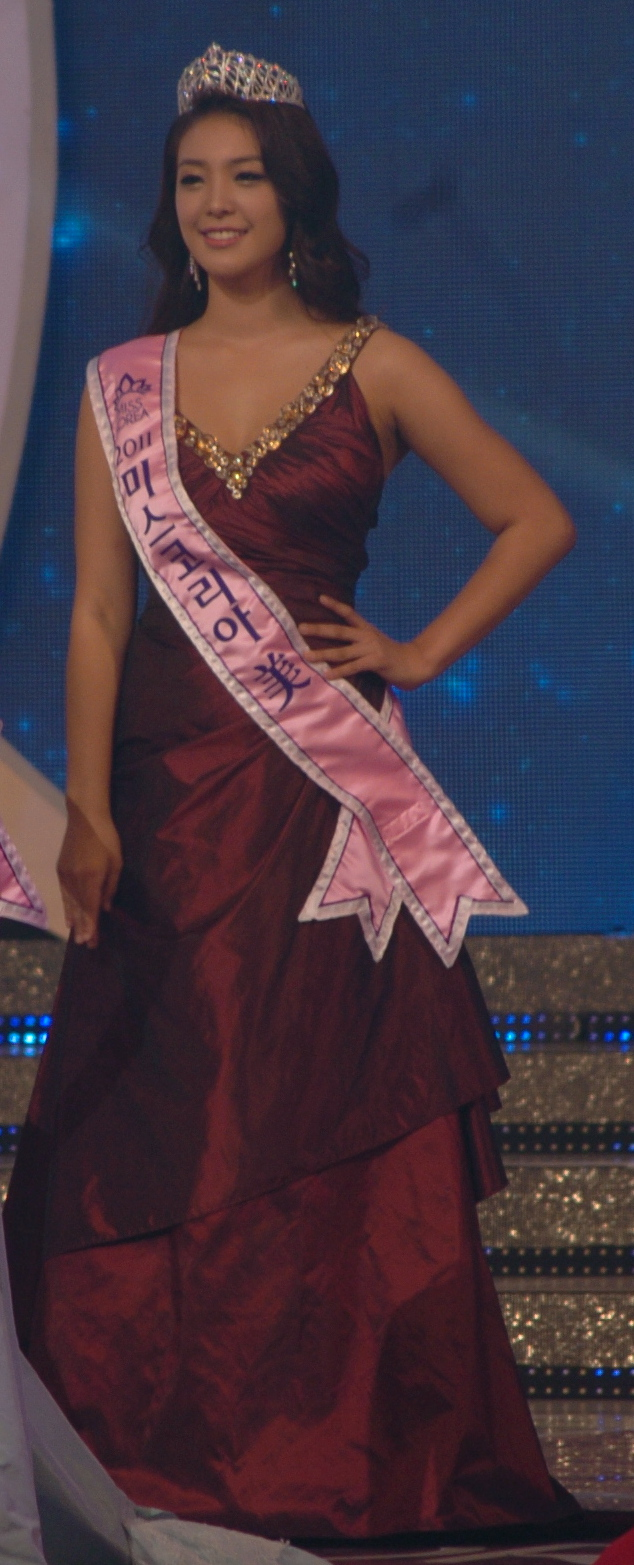
2011年韩国小姐 美 金秀晶, 洛杉矶小姐 真
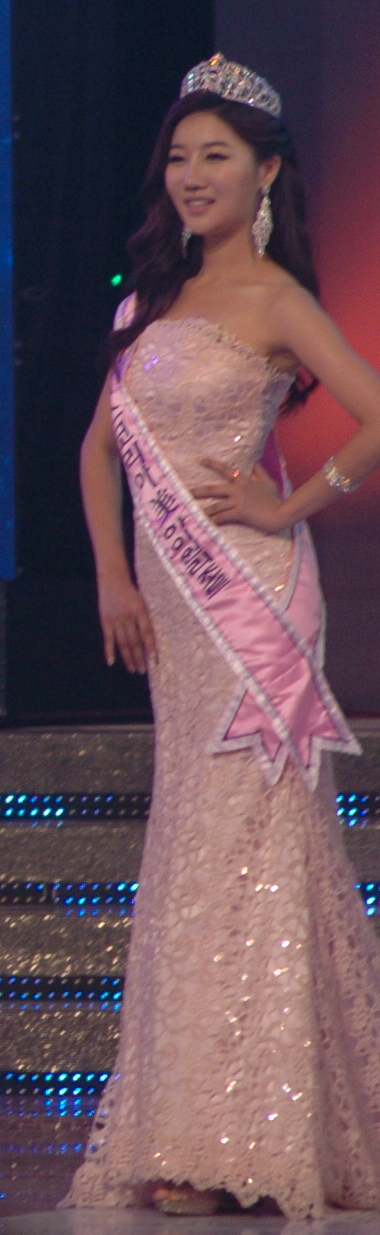
2011年韩国小姐 美 宫平姬, 首尔小姐 善
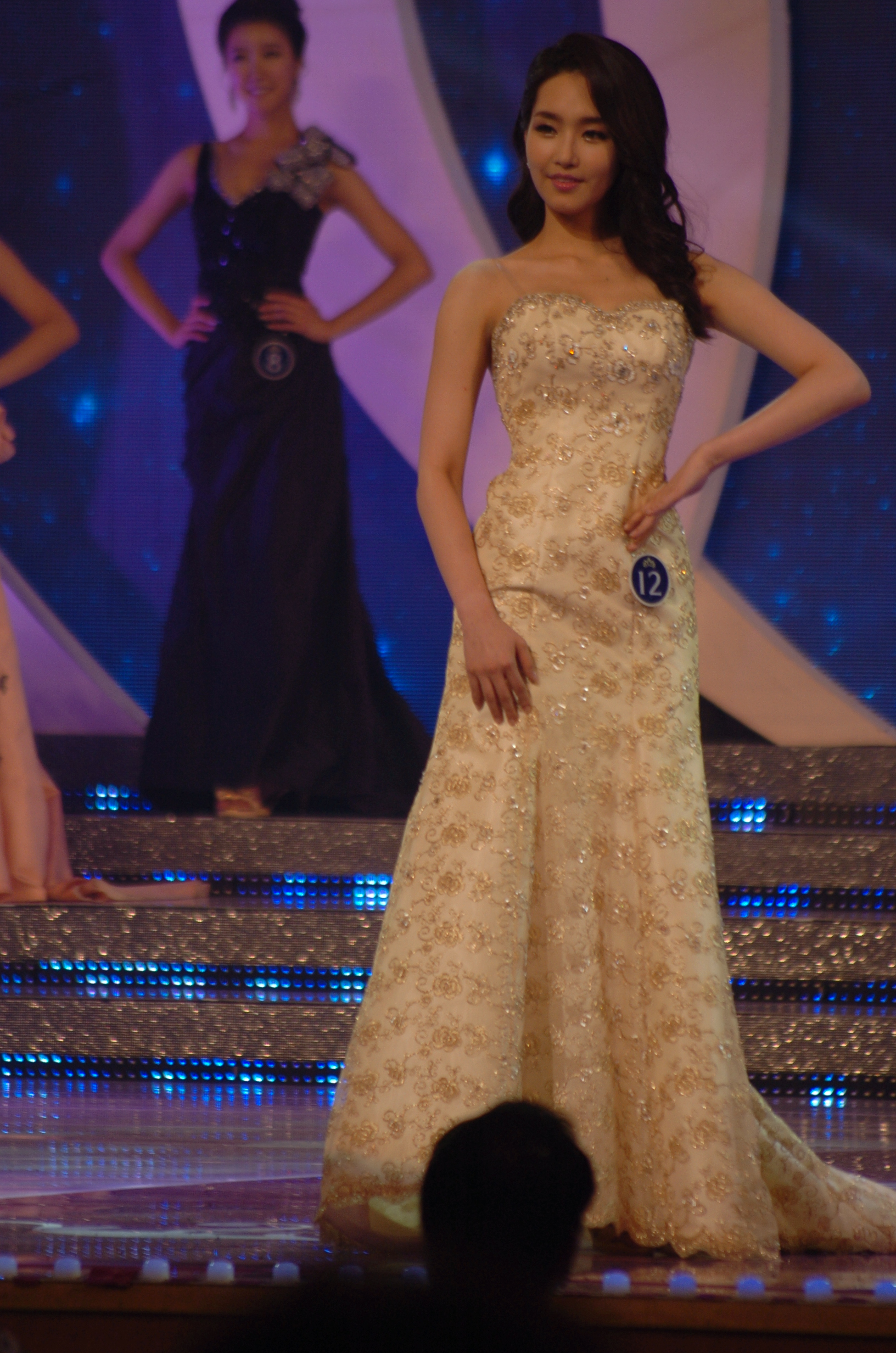
2012年韩国小姐 真 金宥美, 首尔小姐 真
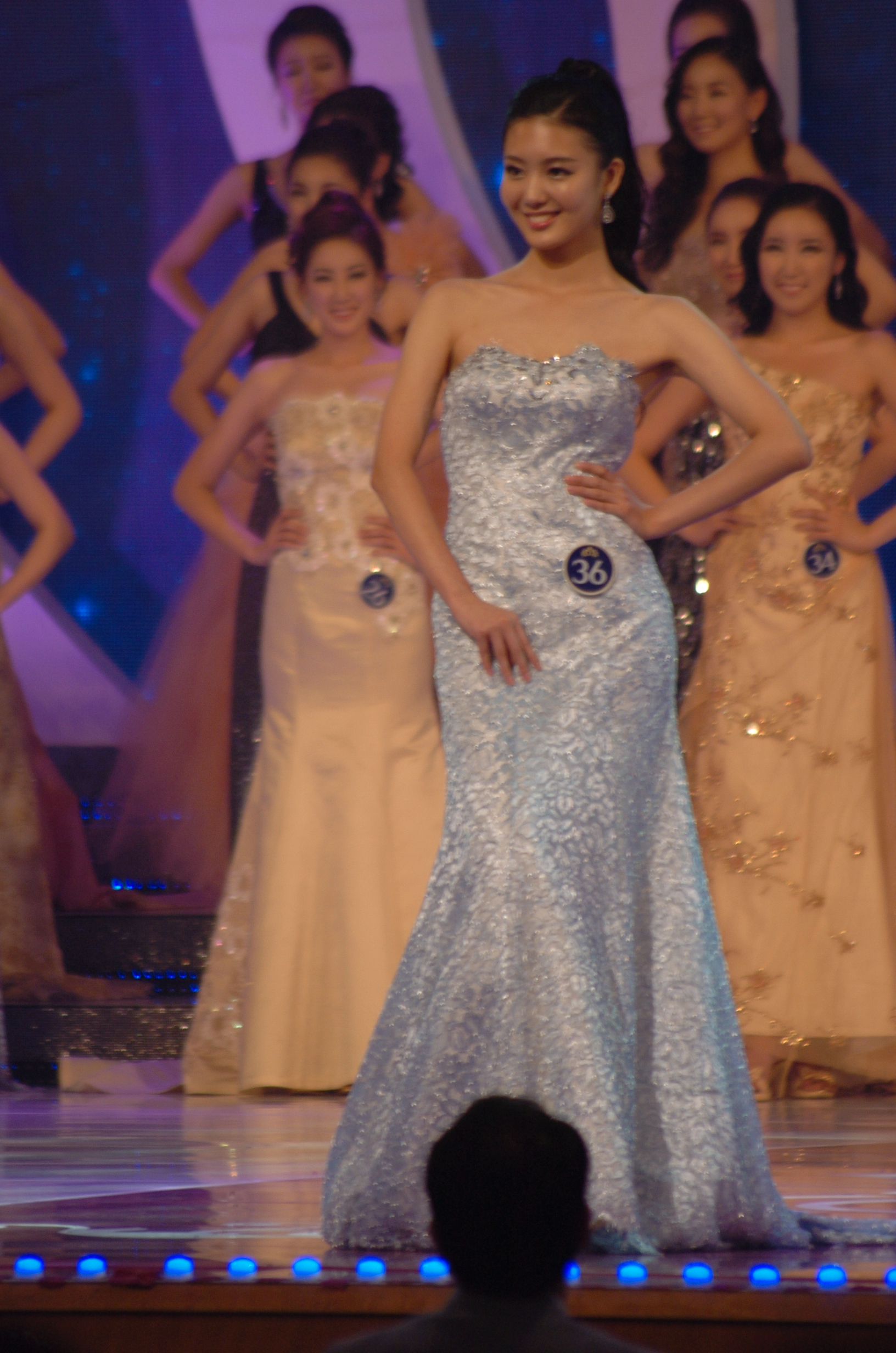
2012年韩国小姐 善 李贞彬, 光州-全南光州全南 真
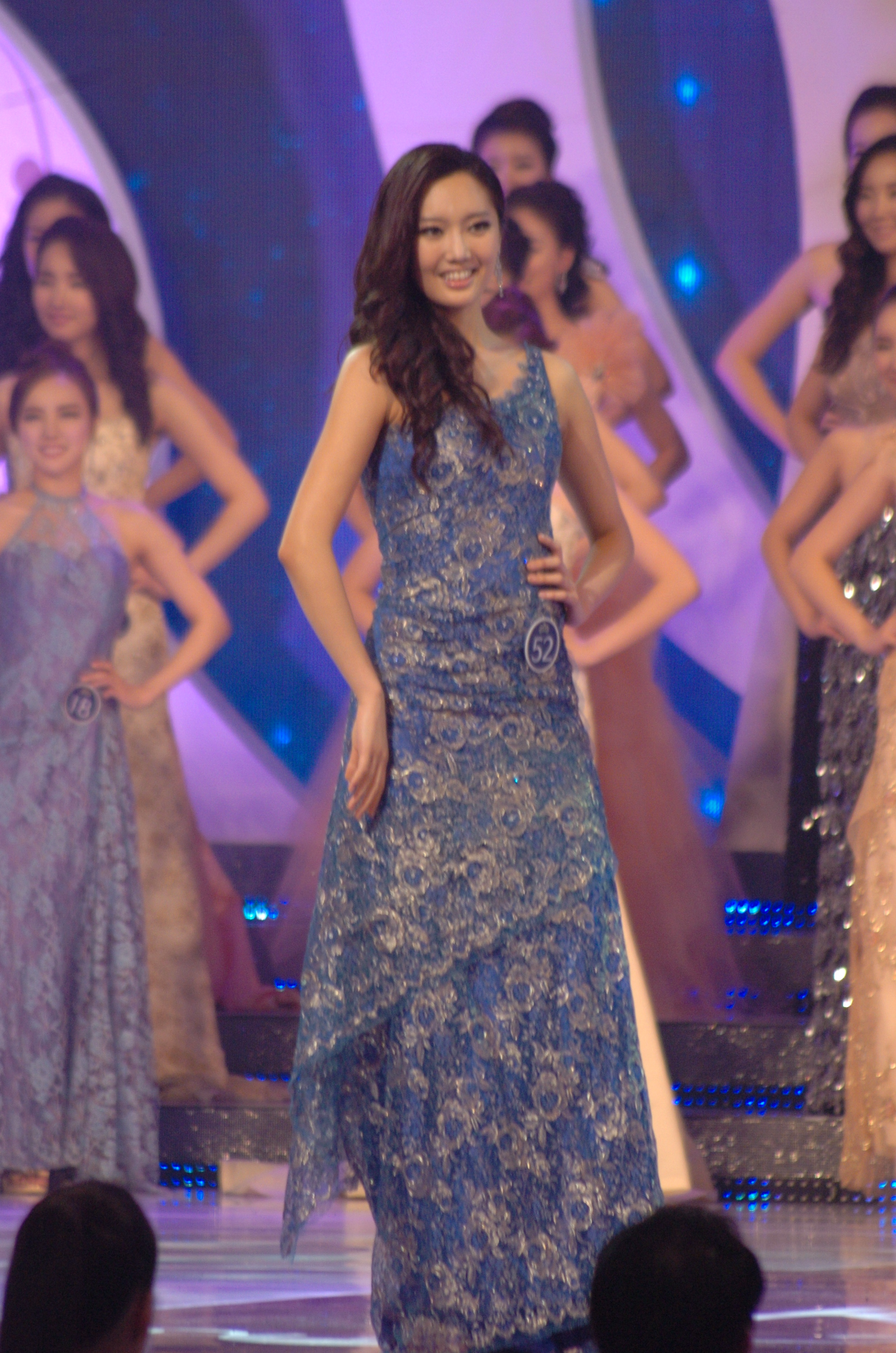
2012年韩国小姐 善 김사라, 首尔小姐 善
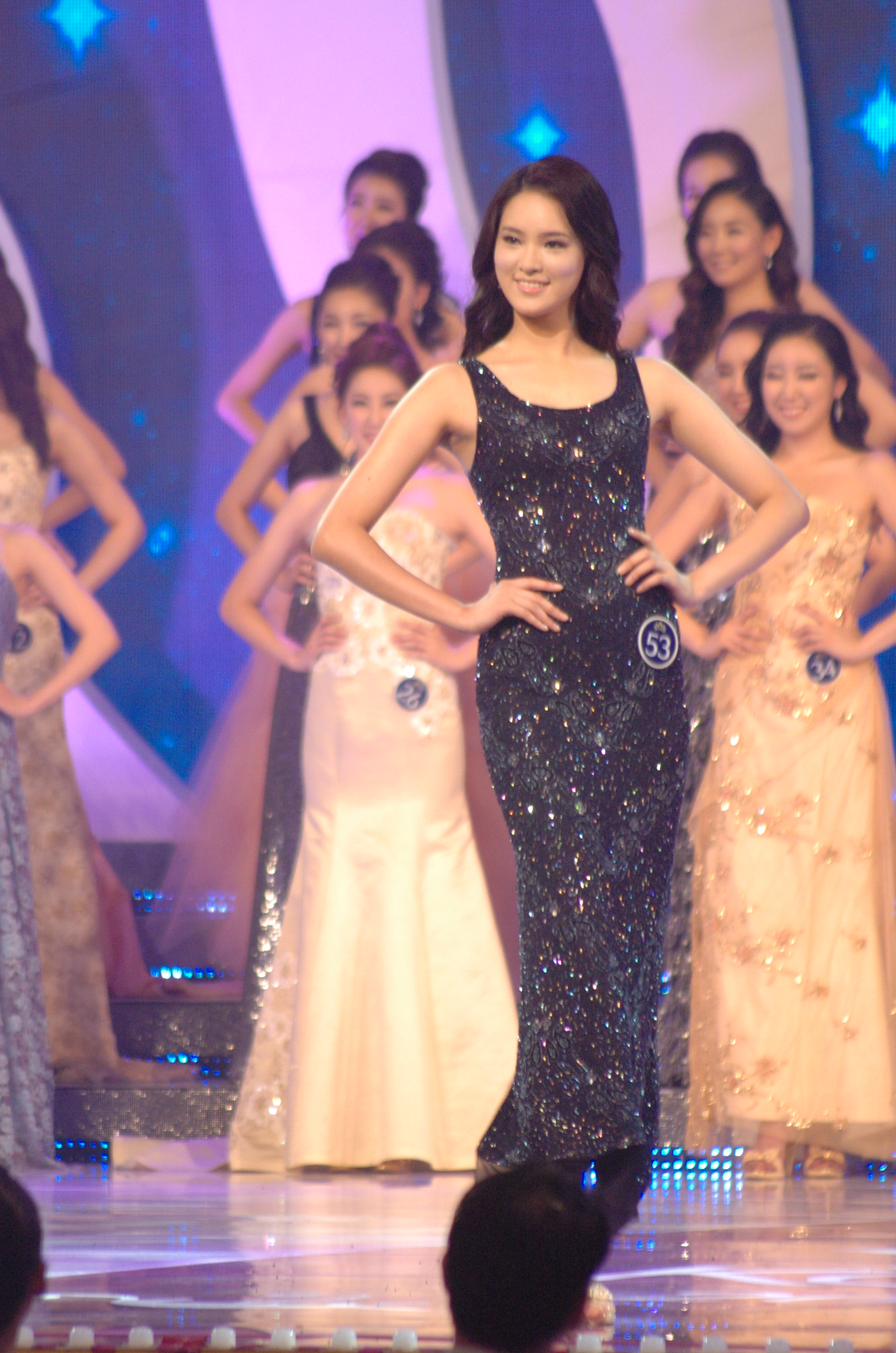
2012年韩国小姐 美 김영주, 仁川小姐 真
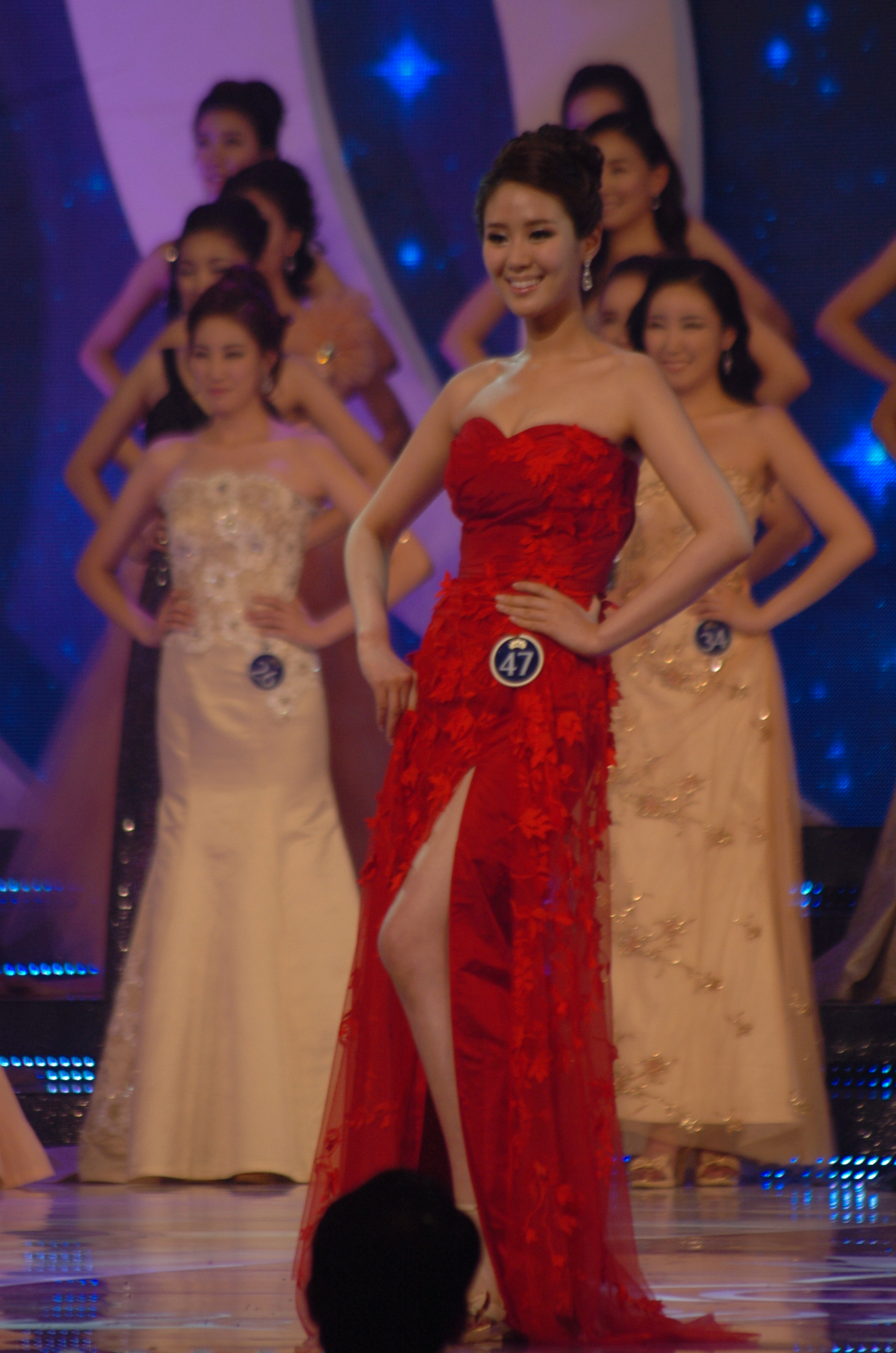
2012年韩国小姐 美 김나연, 大邱小姐 真
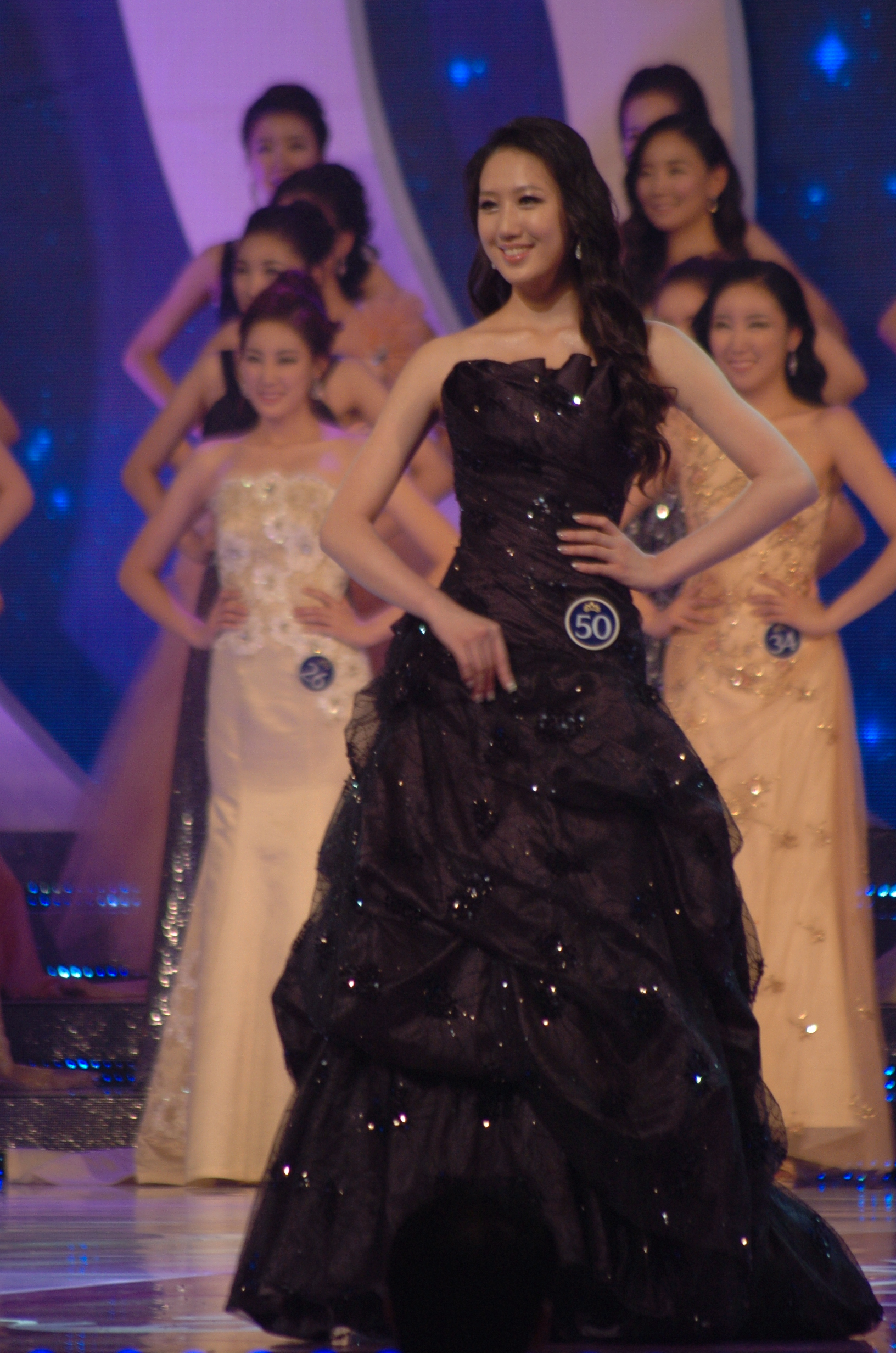
2012年韩国小姐 美 김태현, 庆北小姐 善
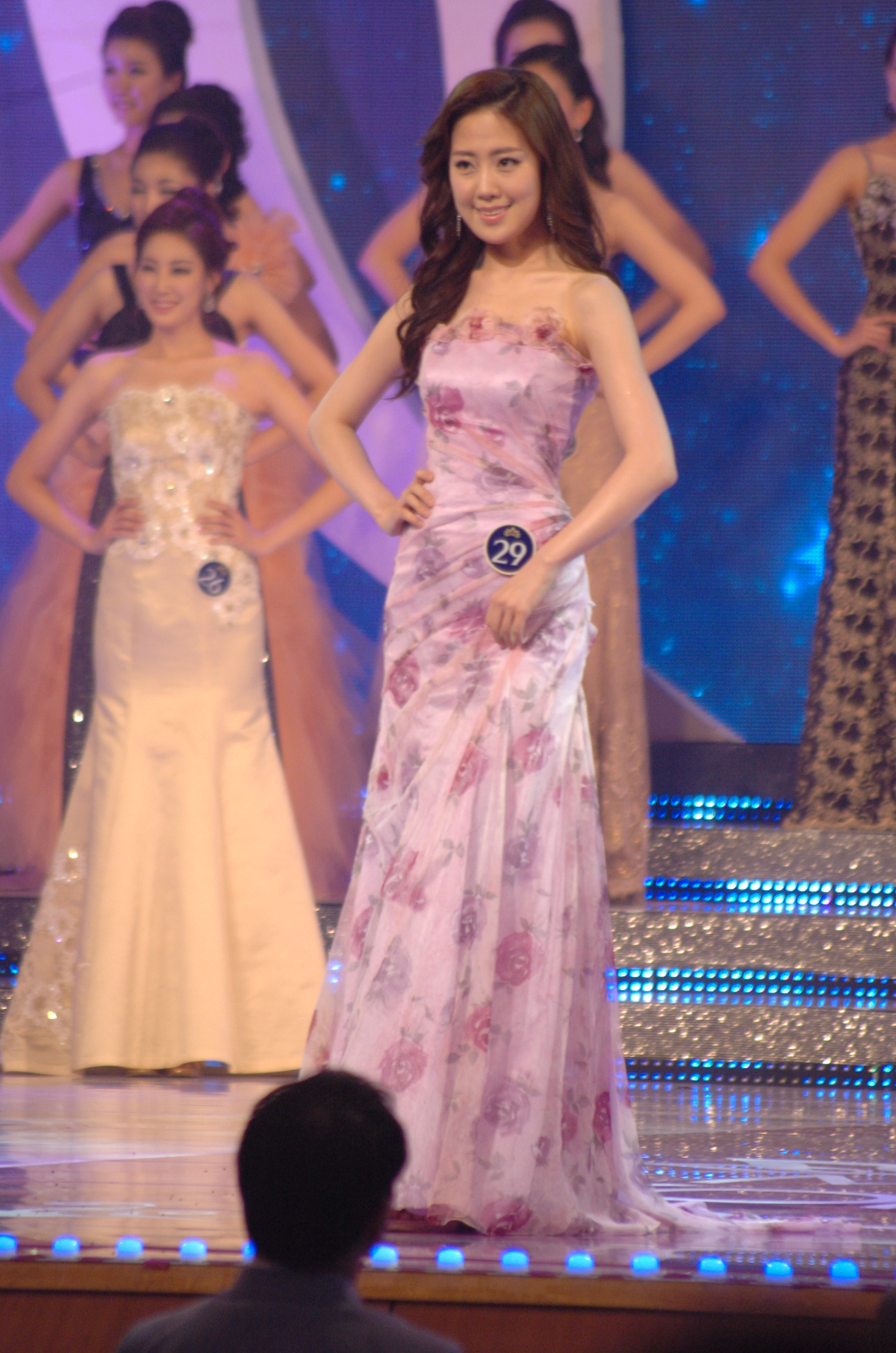
2012年韩国小姐 美 김유진, 首尔小姐 美
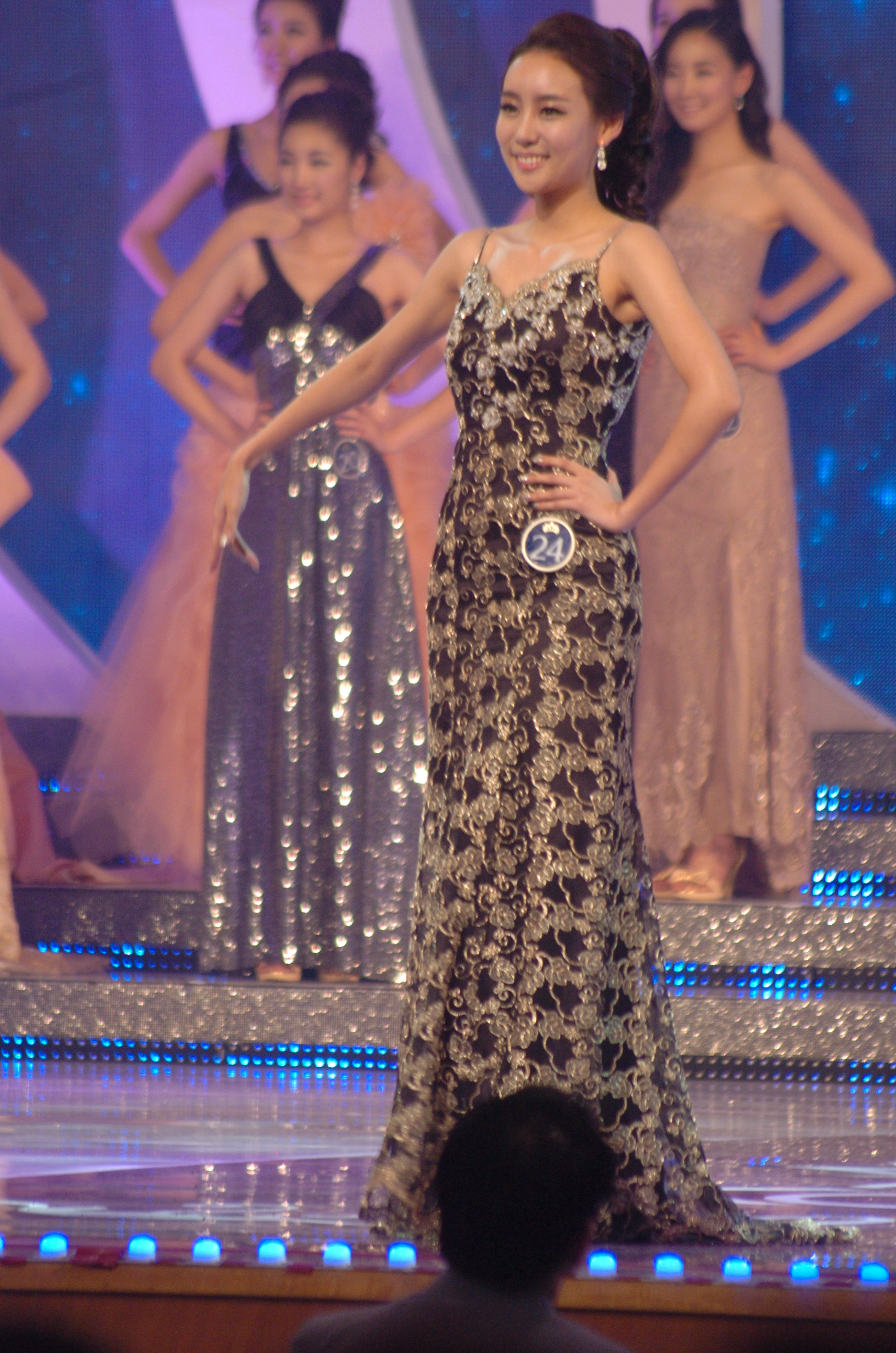
2012年韩国小姐候选人 박지영, 首尔小姐 善
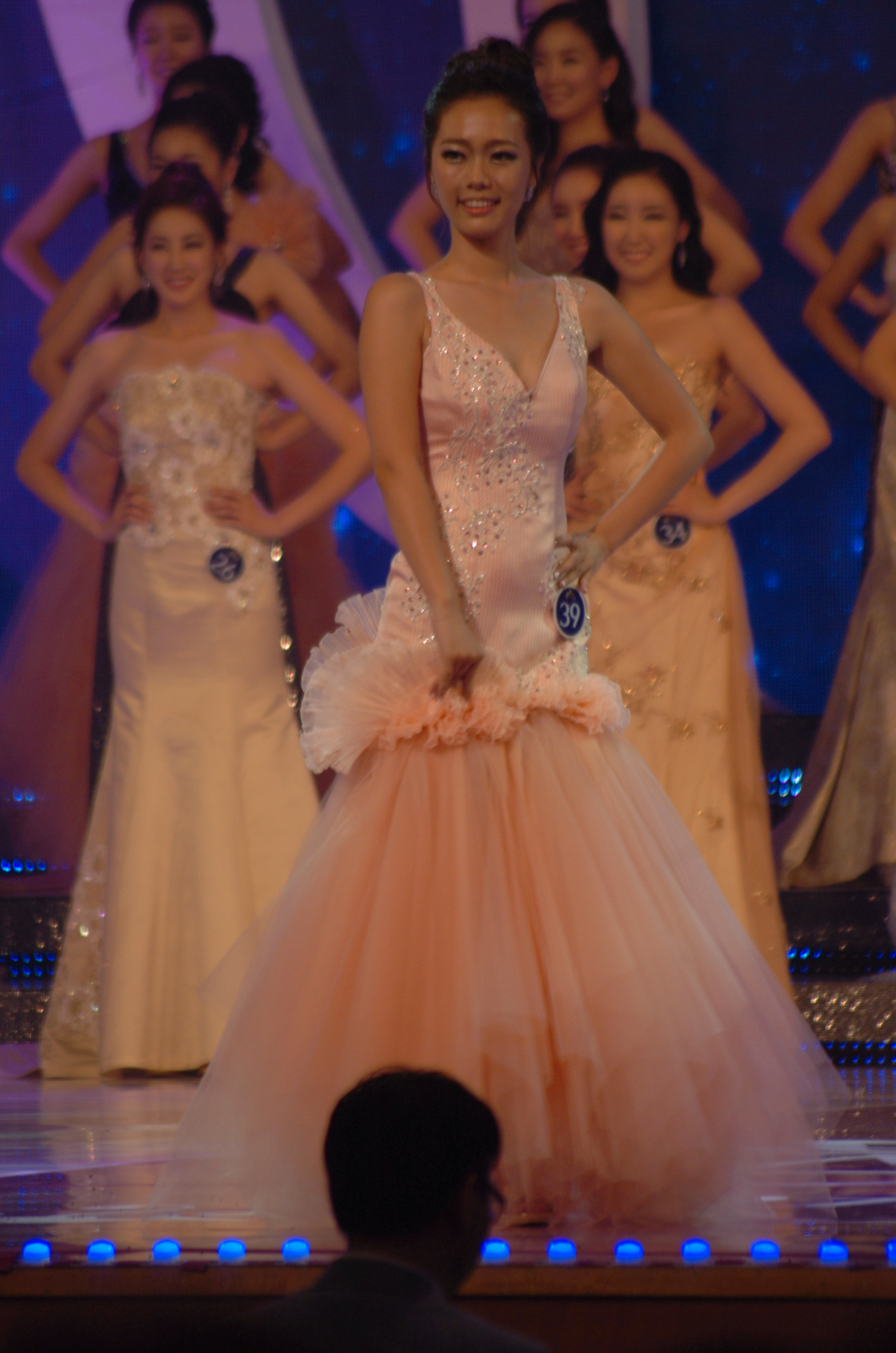
2012年韩国小姐候选人 조서연(조선영), 大邱小姐 美
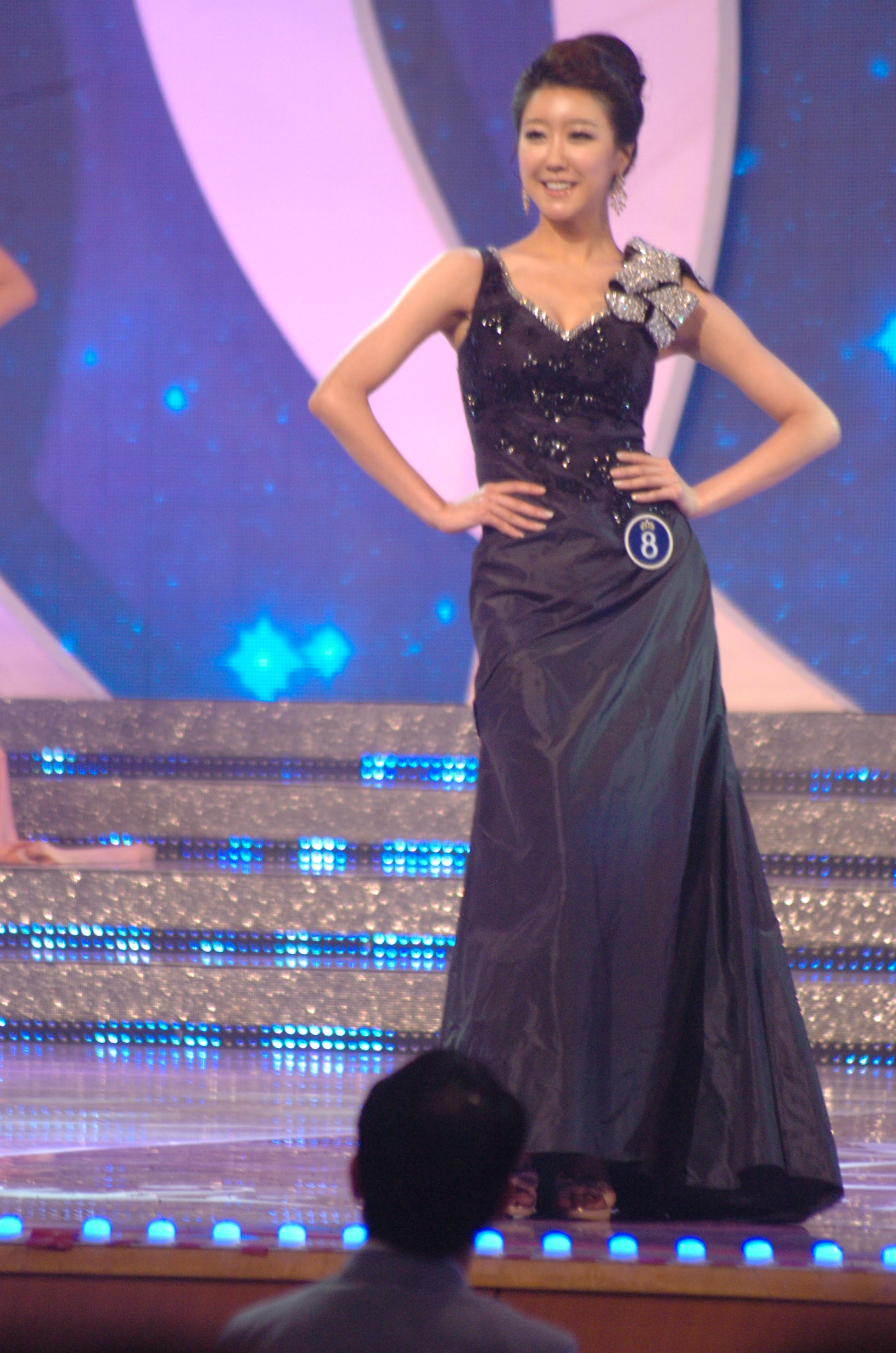
2012年韩国小姐候选人 이민희, 庆北小姐 美
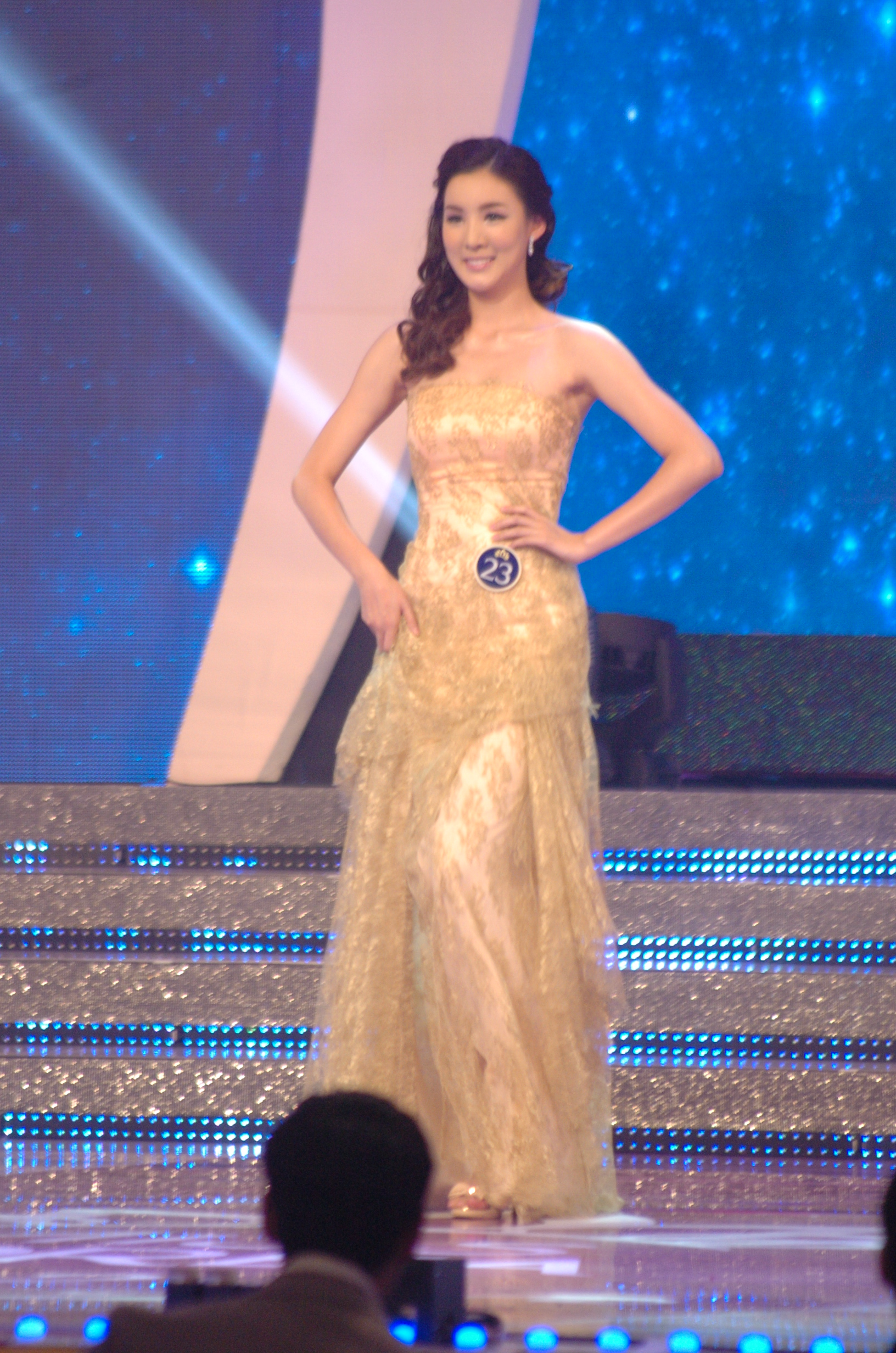
2012年韩国小姐候选人 이주원, 忠北小姐 真
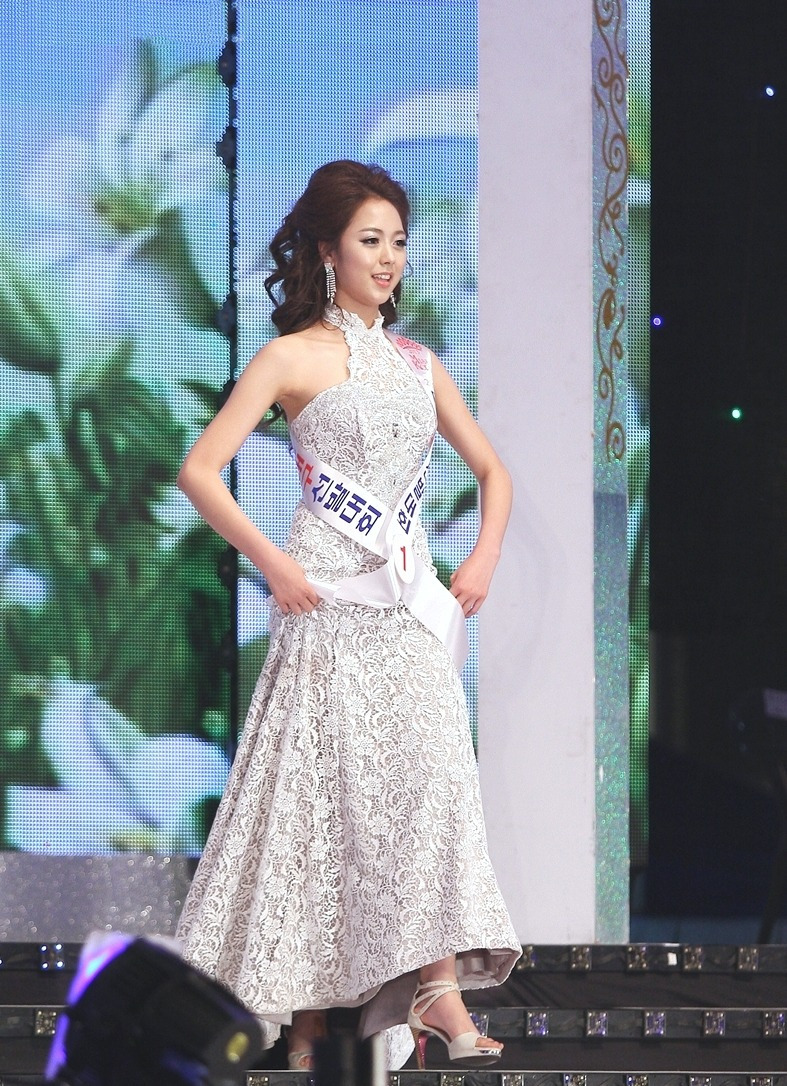
2013年韩国小姐 真 刘艺彬, 大邱小姐 真
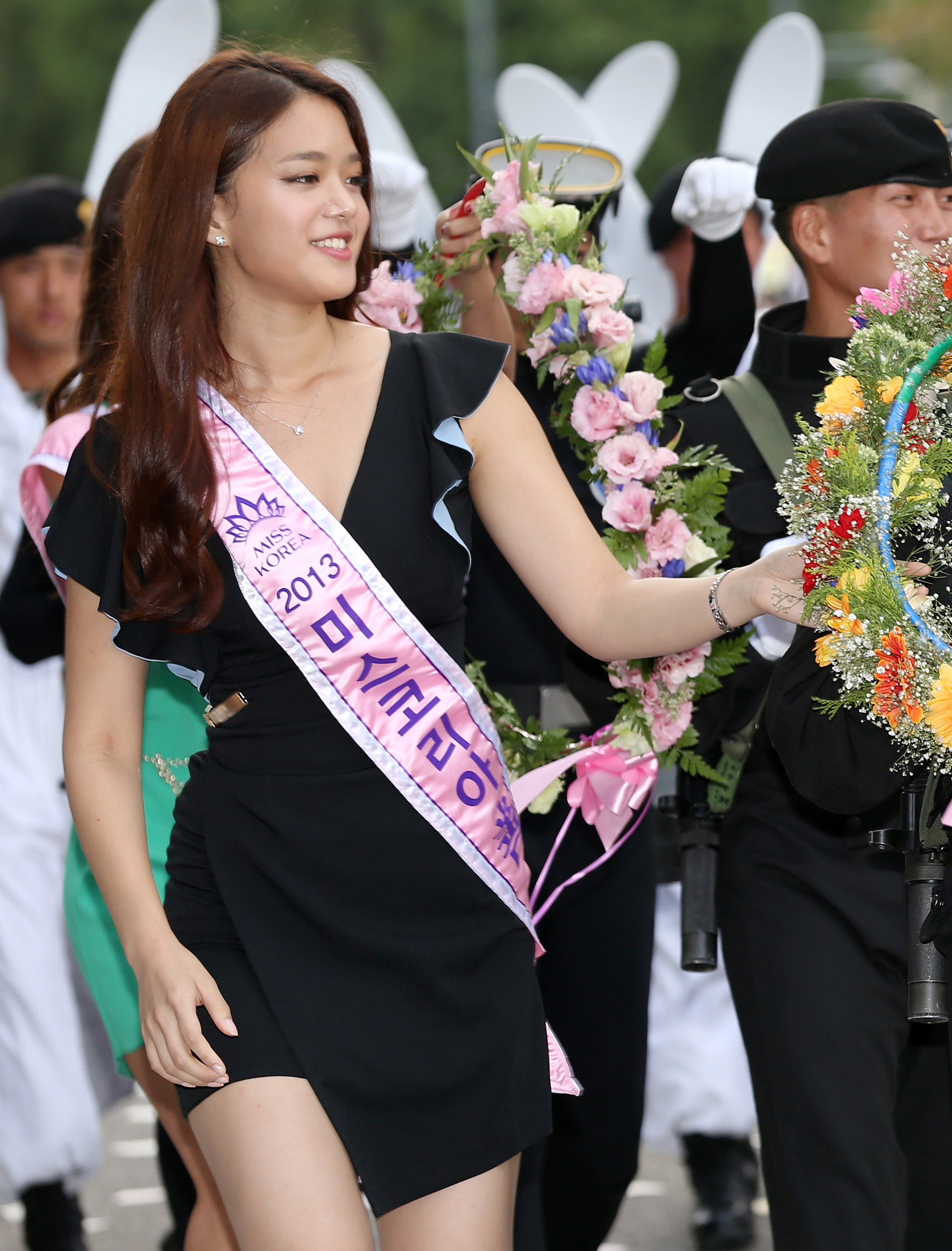
2013年韩国小姐 善 韩智恩,  仁川小姐 真
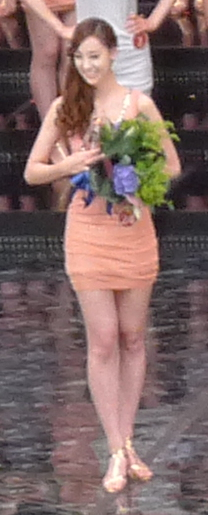
2013年韩国小姐 善 金孝熙, 光州-全南小姐善
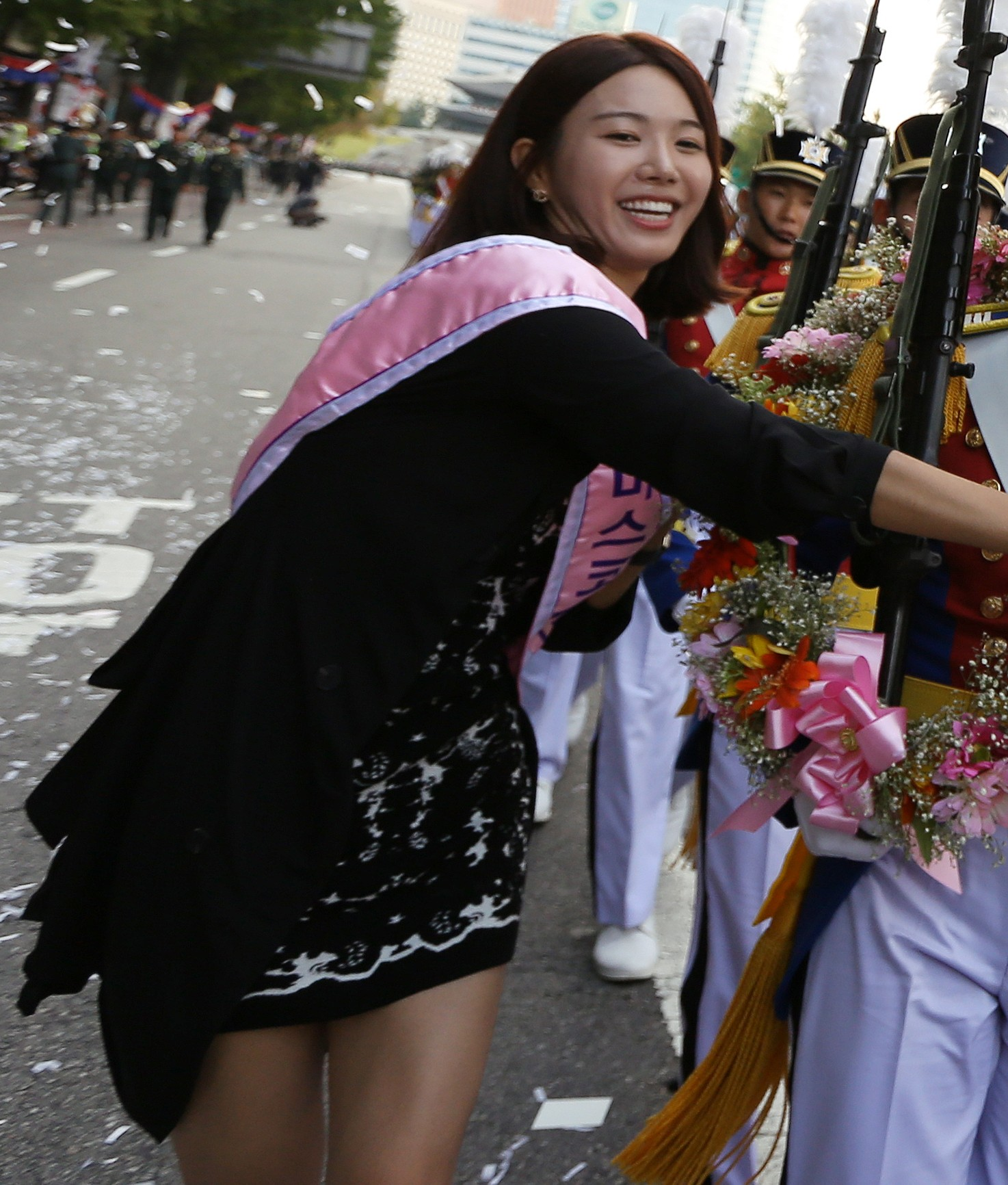
2013年韩国小姐 美 具本和, 庆南小姐 真
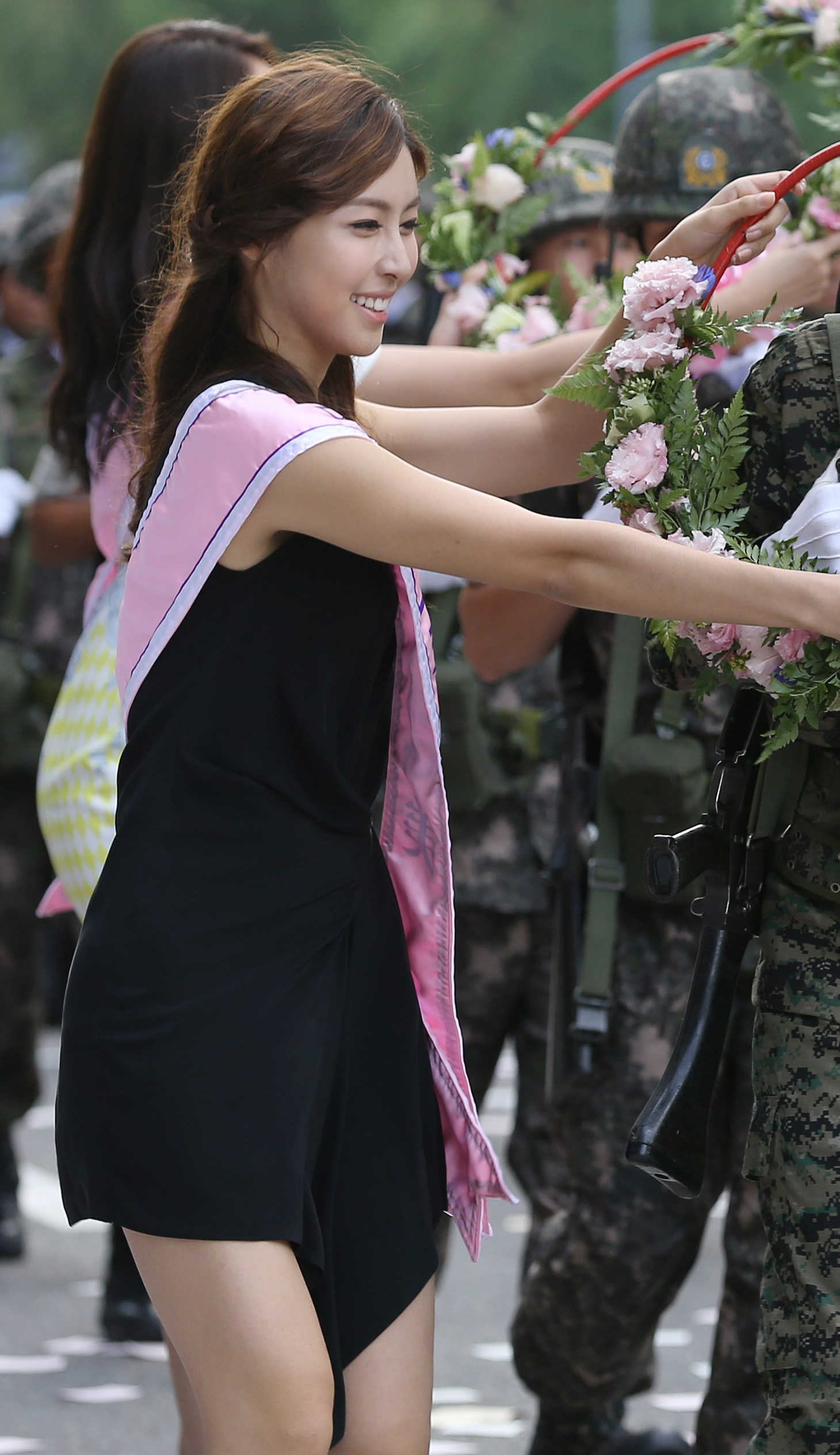
2013年韩国小姐 美 金敏珠, 忠北小姐 善

## 外部連結
- 韓國小姐官方網站 （页面存档备份，存于）